# Список награждённых орденом Ленина в 1935 году

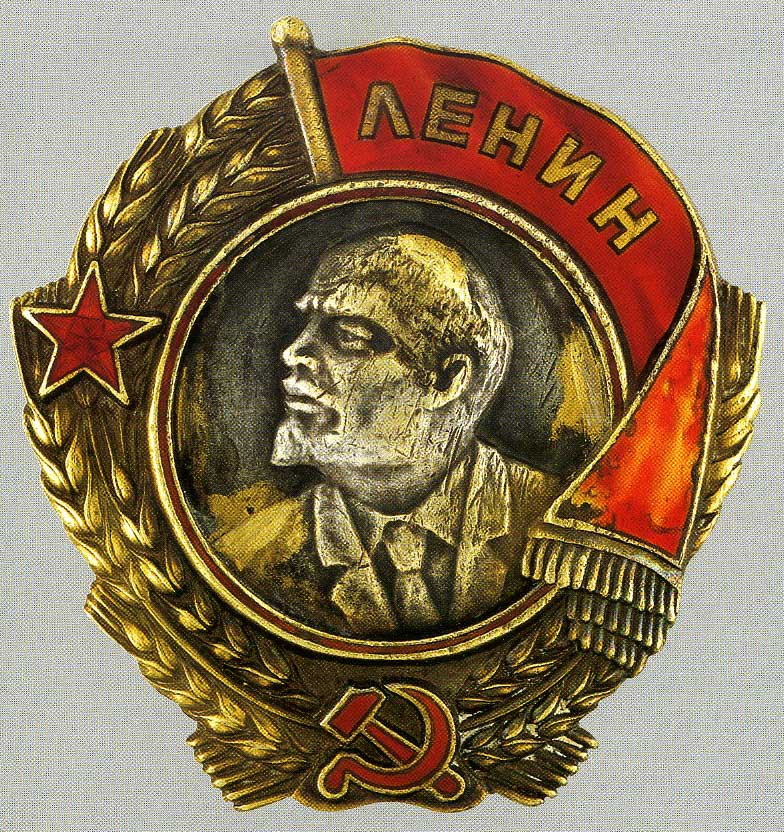
Орден Ленина второго типа (1934—1936)

Список из 1056 награждённых орденом Ленина в 1935 году.
Постановлениями Центрального Исполнительного комитета СССР от:

## Январь

### 11 января
- О награждении работников советской кинематографии

- «В связи с 15-летием советской кинематографии» и за «особые заслуги в области создания и развития советской кинематографии», награждены:

- Ленинградская фабрика «Ленфильм» — за «выпуск выдающихся по своим идейно-художественным и техническим качествам кинофильмов».

1. Шумяцкий Б. З. — начальник Главного управления кино-фотопромышленности при СНК Союза ССР
2. Груз А. Я. — управляющий Фотохимическим трестом
3. Тагер П. Г. — инженер-конструктор Научно-исследовательского института кино-фотопромышленности
4. Пудовкин В. И. — режиссёр
5. Эрмлер Ф. М. — режиссёр
6. Васильев Г. Н. — режиссёр
7. Васильев С. Д. — режиссёр
8. Довженко А. П. — режиссёр
9. Чиаурели М. — режиссёр
10. Козинцев Г. М. — режиссёр
11. Трауберг Л. З. — режиссёр.

## Февраль

### 23 февраля
- Об ознаменовании 15-летней годовщины 1-й Конной Армии[3]

- «В ознаменование 15-летней годовщины 1-й Конной Армии, героически проявившей себя в Гражданский войне рядом незабываемых побед на южном и других фронтах и за особо выдающиеся заслуги отдельных её частей, бойцов, командиров и политработников как во время Гражданской войны, так и в деле боевой, политической и технической подготовки Красной Армии в период мирного строительства», награждены:

1. 4-я Кавалерийская Ленинградская краснознамённая им. Ворошилова дивизия;
2. 6-я Кавалерийска Чонгарская краснознамённая им. Будённого дивизия;
3. 11-я Кавалерийская Оренбургская краснознамённая им. Морозова дивизия;
4. 1-я Отдельная особая краснознамённая кавалерийская им. Сталина бригада.

- Награждены организаторы и руководители 1-й Конной Армии:

1. Ворошилов, Климентий Ефремович — народный комиссар Обороны Союза ССР, бывший член РВС 1-й Конной Армии;
2. Будённый, Семён Михайлович — инспектор кавалерии РККА, бывший командующий 1-й Конной Армией;
3. Щаденко, Ефим Афанасьевич — помощник начальника Академии РККА им. Фрунзе по политической части, бывший член РВС 1-й Конной Армии.

## Март

### 15 марта
- О награждении ряда республик, краёв и областей[6]

- За «выдающиеся успехи в течение ряда лет в области сельского хозяйства, равно как в области промышленности» награждены:

| Награждённый регион    | Награждённые руководители региона |
| ---------------------- | --- |
| 1) Куйбышевский край   | Шубриков В. П. — первый секретарь Куйбышевского крайкома ВКП(б) Полбицын Г. Т. — председатель Куйбышевского крайисполкома            |
| 2) Азербайджанская ССР | Багиров, Мир Джафар — первый секретарь ЦК КП(б) Азербайджана Рахманов, Усейн Паша оглы — председатель Совнаркома Азербайджанской ССР |
| 3) Грузинская ССР      | Берия Л П. — первый секретарь ЦК КП(б) Грузии Мгалоблишвили Г. А. — председатель Совнаркома Грузинской ССР                           |
| 4) Белорусская ССР     | Гикало Н. Ф. — первый секретарь ЦК КП(б) Белоруссии Голодед Н. М. — председатель Совнаркома Белорусской ССР                          |
| 5) Воронежская область | Варейкис И. М. — первый секретарь Воронежского обкома ВКП(б) Рябинин Е. И. — председатель облисполкома Воронежской области           |
| 6) Башкирская АССР     | Быкин Я. Б. — первый секретарь Башкирского обкома ВКП(б) Булашев, Зинатулла Гизатович — председатель Совнаркома Башкирской АССР      |
| 7) Абхазская АССР      | Лакоба Н. А. — руководитель республики                                                                                               |

- О награждении руководителей ряда областей, краёв и республик, уже награждённых орденом Ленина за успешную работу[9]

- За «выдающиеся успехи в деле руководства работой по республике, краю, области» награждены:

1. Эйхе Р. И. — первый секретарь Западно-Сибирского крайкома ВКП(б);
2. Грядинский Ф. П. — председатель крайисполкома того же края;
3. Разумов М. И. — бывший первый секретарь Татарского обкома ВКП(б);
4. Абрамов, Киям Алимбекович — председатель Совнаркома Татарской АССР;
5. Жданов А. А. — бывший первый секретарь Горьковского крайкома ВКПб);
6. Пахомов Н. И. — бывший председатель крайисполкома того же края;
7. Каганович Л. М. — бывший первый секретарь Московского обкома ВКП(б)
8. Филатов Н. А. — председатель облисполкома той же области;
9. Семёнов Б. А. — первый секретарь Крымского обкома ВКП(б);
10. Самединов, Абдураим Абдураманович — председатель Совнаркома Крымской АССР.

### 22 марта
- О награждении Народного комиссара тяжёлой помышленности т. Орджоникидзе Г. К.[11]

- За «перевыполнение производственной программы 1934 года по Народному Комиссариату Тяжёлой Промышленности Союза ССР и достигнутые успехи в деле организации производства и овладения техникой» награждён

- Орджоникидзе, Григорий Константинович — народный комиссар тяжёлой промышленности

- О награждении работников золотой промышленности по Главному Управлению золотопромышленности НКТП СССР[14]

- За «перевыполнение производственной программы 1934 г. по отдельным трестам золотой промышленности» награждены:

1. Пёрышкин Г. И. — управляющий трестом «Зап.-Сиб. золото»
2. Грибин А. А. — главный инженер треста «Зап.-Сиб. золото»
3. Васильев С. — забойщик Алданских золотых приисков
4. Ершов И. С. — управляющий «Уралзолото»
5. Мильчаков А. И. — директор рудников «Балейзолото»
6. Гуслицер А. И. — управляющий приисками «Приморзолото»
7. Алдаданов Б. Е. — директор рудников «Минусазолото»
8. Корытный Л. 3. — секретарь Алданского райкома ВКП(б)

- О награждении работников «Колымзолото»[15]

- За «перевыполнение производственной программы 1934 года по добыче золота в Колымском районе („Колымзолото“) и успехи по освоению новых районов» награждены:

1. Берзин Э. П. — директор «Колымзолото»
2. Алмазов 3. А. — помощник директора «Колымзолото»
3. Пемов А. Н. — начальник горного управления «Колымзолото»

### 23 марта
- О награждении работников чёрной металлургии[11]

- За «перевыполнение производственной программы 1934 года и значительные успехи по овладению техникой в области чёрной металлургии» награждены:

| 1  | по Главкому управлению металлургической промышленности (ГУМП)      | 1. Гуревич А. И. — начальник Главного управления металлургической промышленности 2. Каннер Г. И. — заместитель начальника Главного управления металлургической промышленности |
| 2  | по Магнитогорскому металургическому комбинату имени Сталина:       | 1. Завенягин А. П. — начальник комбината 2. Беккер Э. Я. — начальник Прокатстроя 3. Гончаренко В. А. — начальник горнорудного управления 4. Шевченко В. П. — начальник коксового цеха 5. Галиулин, Xабибула — бригадир-бетонщик |
| 4  | по Запорожстали                                                    | 1. Рогачевский И. З. — начальник комбината 2. Кащенко Д. С. — главный инженер комбината 3. Бутырин П. Ф. — главный инженер завода инструментальной стали 4. Дашевский Я. В. — главный инженер ферросплавного завода |
| 5  | по Сталинскому металлургическому заводу (Донбасс):                 | 1. Макаров И. Г. — директор завода 2. Котин Г. Б. — технический директор 3. Мармазов Я. Т. — начальник доменного цеха 4. Полыгачева М. Л. — формовщица огнеупорного цеха 5. Холохоленко А. У. — парторг завода |
| 6  | по Макеевскому металлургическому заводу имени Кирова:              | 1. Гвахария Г. В. — директор завода 2. Лин П. И. — технический директор завода 3. Злочевский И. И. — начальник доменного цеха 4. Коробов И. Г. — обер-мастер цеха 5. Гудовщиков С. С. — начальник ново-мартеновского цеха 6. Пялов В. А. — заместитель начальника ново-мартеновского цеха                                                         |
| 7  | по Енакиевскому металлургическому заводу:                          | 1. Пучков Р. И. — директор завода 2. Берлин Н. М. — начальник сталелитейного цеха 3. Пятигорский П. М. — начальник прокатного цеха 4. Грабовский Л. А. — парторг завода; |
| 8  | по заводу имени Дзержинского в Каменском:                          | 1. Манаенков И. П. — директор завода 2. Жданов В. И. — технический директор завода 3. Славиковский П. А. — начальник бессемеровского цеха 4. Гранберг Л. И. — начальник новомартеновского цеха 5. Фокин Т. Д. — начальник прокатных цехов завода 6. Клочко И. А. — бригадир стана «330» 7. Вайсберг Л. Э. — начальник сортопрокатного цеха завода |
| 9  | по заводу имени Петровского в Днепропетровске:                     | 1. Бирман С. П. — директор завода 2. Феленковский В. И. — технический директор завода 3. Коробов П. И. — начальник доменного цеха 4. Терехова М. С. — каталь кокса в доменном цеху |
| 10 | по заводу «Красный Октябрь»:                                       | 1. Трейдуб Д. Е. — директор завода 2. Падуров А. И. — технический директор 3. Рабинович М. И. — начальник мартеновского цеха 4. Дегтярёв В. И. — мастер блюминга |
| 11 | по заводу «Серп и Молот»:                                          | 1. Степанов П. Ф. — директор завода 2. Родзевич Н. Б. — технический директор 3. Королёв М. Н. — начальник мартеновского цеха 4. Кочетков Е. А. — сталевар |
| 12 | по заводу «Электросталь»:                                          | 1. Велигура Б. М. — директор завода 2. Алексеев П. Е. — технический директор завода |
| 14 | по заводу имени Коминтерна:                                        | - Варшавский И. М. — директор завода |
| 16 | по Таганрогскому заводу имени Андреева:                            | - Колесников Б. В. — директор завода |
| 19 | по Азовстали:                                                      | - Гугель Я. С. — начальник Азовстали |
| 20 | по Криворожстрою:                                                  | - Весник Я. И. — начальник Криворожстроя |
| 21 | по Нижне-Тагильскому заводу:                                       | - Шалаев В. X. — начальник доменного цеха |
| 22 | по Чусовскому заводу                                               | - Гайдуков Г. В. — начальника доменного цеха |
| 26 | по Златоустовскому заводу                                          | - Валериус К. Д. — начальник Златоустстроя |
| 27 | по тресту «Спецсталь»:                                             | 1. Тевосян И. Ф. — управляющий трест «Спецсталь» 2. Григорович К. П. — технический директор треста 3. Субботин И. И. — главный инженер треста |
| 29 | по тресту «Востоксталь»:                                           | - Иванченко Я. П. — управляющий трестом Востоксталь |
| 30 | по железорудной, марганцовой и промышленности нерудных ископаемых: | 1. Трахтер Б. С. — управляющий трестом «Руда» 2. Ковалёв А. П. — управляющий и главный инженер рудника имени Чубаря 3. Котовский П. В. — главный инженер рудника имени Кагановича 4. Любич А. К. — бригадир-бурщик рудника имени Кагановича |
| 32 | по огнеупорной промышленности:                                     | 1. Эго Ф. Г. — управляющий трестом «Огнеупоры» 2. Табаков 3. Я. — директор завода «Магнезит» |

### 26 марта
- О награждении Харьковского паровозостроительного завода и его работников[19]

- За «выдающиеся достижения коллектива и руководителей Харьковского паровозостроительного завода имени Коминтерна в деле создания новых мощных современных конструкций машин» награждёны:

- Харьковский паровозостроительный завод, а также:

1. Бондаренко И. П. — директор Харьковского паровозостроительного завода
2. Челпан К. Ф. — инженер-конструктор, начальник дизельного отдела завода
3. Вихман Я. Е. — инженер-конструктор дизельного отдела

## Апрель

### 12 апреля
- О награждении тов. Самойловича Р. Л.[22]

- За «плодотворную работу по изучению полярных районов (Арктика)» награждён:

- Самойлович Р. Л.

- О награждении работников рыбной промышленности Мурманского района[24]

- За «большевистскую работу в тяжёлых условиях Севера и выдающиеся успехи в деле превращения Мурманска в новую мощную рыбную базу и первую сельдяную базу Советского Союза, за перевыполнение государственного плана лова рыбы за последние два года и первый квартал 1935 года» награждены:

1. Андрианов Ф. И. — начальник Главрыбы Наркомпищепрома
2. Светов М. С. — управляющий треста «Мурманрыба»
3. Абрамов А. И. — секретарь Мурманского окружкома ВКП(б)
4. Богачёв И. Б. — начальник управления траллового флота треста «Мурманрыба»
5. Кузин И. П. — председатель Мурманского Рыбакколхозсоюза
6. Горбунов П. М. — председатель Мурманского окрисполкома и горсовета
7. Егоров А. А. — капитан траулера «Двина»

### 20 апреля
- О награждении Донецкой организации комсомола[26]

- «В ознаменование 15-летия Донецкой организации комсомола (16 апреля 1935 года) и её выдающихся заслуг на фронте социалистического строительства, особенно в деле овладения техникой и в деле борьбы за выполнение программы добычи угля и выплавки металла» награждена:

- Донецкая организация комсомола

## Май

### 4 мая
- О награждении мастеров парашютного дела[28]

- За «выдающиеся заслуги в развитии парашютизма, за многократные проявления смелости, отваги и мужества при проведении как обычных, так затяжных и экспериментальных прыжков с парашютами с различного положения самолёта днём и ночью, за установление ряда мировых рекордов» награждены:

1. Евдокимов Н. А. — инструктор, мастер парашютизма, «имеющий 76 прыжков с затяжным раскрытием и дважды установивший мировой рекорд свободного падения с высоты 6900 и 8100 метров»
2. Кайтанов К. Ф. — командир отряда, «имеющий 165 прыжков, из них большинство экспериментальных, затяжных с различных фигур высшего пилотажа и совершивший первым в СССР прыжок из мёртвой петли»
3. Минов Л. Г. — мастер парашютного и планерного спорта и «один из организаторов парашютизма в стране, отличный летчик-планерист, организовавший ряд экспериментальных, буксировочных групповых полётов воздушных поездов»
4. Камнева Н. А. — инструктор парашютной станции центрального Аэроклуба, «активная парашютистка, установившая в 1934 году мировой рекорд затяжного прыжка для женщин со свободным падением 2750 метров»
5. Фёдорова В. Ф. — студентка института физкультуры имени Лесгафта, «установившая в 1935 году мировой женский рекорд высотного парашютного прыжка с высоты 6350 метров в зимних условиях без кислородного прибора»
6. Евсеев В. Н. — командир звена, «активный парашютист-экспериментатор, совершивший прыжок со свободным падением 7050 метров и установивший в 1933 году мировой рекорд затяжного прыжка»

### 5 мая
- О награждении тт. Поликарпова Н. Н. и Чкалова В. П.[30]

- Награждены:

1. Поликарпов, Николай Николаевич — инженер-конструктор: за «выдающиеся заслуги в деле создания новых высококачественных конструкций самолётов»
2. Чкалов, Валерий Павлович — лётчик-испытатель: за «неоднократно проявленную исключительную смелость и мужество при испытании новых конструкций самолётов»

### 13 мая
- О награждении работников по строительству Метрополитена в Москве (Метрострой)[31]

- За «успешное выполнение решения партии и правительства, обеспечение большевистских темпов в работе и за своевременное окончание строительства первой очереди Московского Метрополитена» награждены:

1. Хрущёв Н. С. — секретарь МК ВКП(б)
2. Аббакумов Е. Т. — заместитель начальника Метростроя
3. Старостин К. Ф. — парторг Метростроя
4. Гертнер А. И. — главный инженер Кировского радиуса (закрытый способ)
5. Тесленко П. А. — главный инженер кессонных работ
6. Ломов Г. А. — главный инженер Арбатского радиуса (траншейный способ)
7. Стеклер А. Н. — главный инженер Сокольнического и Фрунзенского радиусов (открытый способ)
8. Айнгорн И. Г. — заместитель начальника строительства по снабжению
9. Осипов А. В. — председатель Постройкома Метростроя
10. Шаширин А. М. — комсорг Метростроя
11. Кучеренко П. П. — начальник кессонных работ
12. Тягнибеда Я. Ф. — начальник шахты № 12
13. Барышников А. И. — начальник шахт № 7— 8 и 13— 14
14. Гоцеридзе И. Д. — начальник шахт № 16—17 и 21—21-бис
15. Бобров А. И. — начальник шахты № 10—11
16. Стамм С. М. — начальник шахты № 19—20
17. Ермолаев Н. А. — начальник шахты № 9—9-бис
18. Трупак Н. Г. — начальник наклонных ходов шахты № 1
19. Кузьмин Ф. И. — начальник наклонных ходов шахты № 2
20. Климов Г. Ф. — председатель комиссии по качеству
21. Раппопорт Г. С. — директор Ленинградского завода «Красный Металлист»
22. Танкелевич А. Г. — начальник шахты № 18— 18-бис
23. Погребинский К. С. — секретарь парткома шахты № 13—14,
24. Резниченко Е. Д. — редактор газеты «Ударник Метростроя»
25. Соседов А. Е. — бригадир кессонной группы
26. Краевский Н. К. — бригадир шахты № 12
27. Барабанов В. А. — ударник кессонной группы
28. Ребров В. А. — бригадир шахты № 12
29. Шайхутдинов З. — ударник шахты № 9—9-бис
30. Яремчук А. Л. — бригадир шахты № 9—9-бис
31. Кривцова Д. А. — ударница шахты № 10—11
32. Куратов М. М. — ударник шахты № 12
33. Макарова А. Т. — ударница шахты № 13—14
34. Чернов И. М. — ударник шахты № 10—11
35. Титов А. И. — ударник шахты № 18
36. Помялова О. Г. — бригадир дистанции № 8
37. Мордвишов А. Г. — ударник шахты № 7—8

### 14 мая
- О награждении Московской организации ВЛКСМ[33]

- За «особые заслуги в деле мобилизации славных комсомольцев на успешное строительство Московского Метрополитена» награждена:

- Московская организация Комсомола

### 16 мая
- О награждениях в связи с десятилетием советизации Сахалина[35]

- «В ознаменование десятилетия советизации Сахалина, за успешную работу в области хозяйственного и культурного строительства на Сахалине и укрепления обороноспособности Сахалина» награждён:

- Сахалинский пограничный отряд

### 17 мая
- О награждении в связи с 15-летием 3-й Кавалерийской Краснознамённой дивизии имени т. Котовского[37]

- «Отмечая выдающееся боевое прошлое 3-й Кавалерийской дивизии и достигнутые ею успехи в боевой и политической подготовке в период мирного строительства», награждены::

- 3-я Кавалерийская Краснознаменная дивизия имени т. Котовского, а также командиры и политработники — ветераны дивизии:

1. Криворучко Н. Н. — ближайший помощник т. Котовского, ныне командир кавалерийского корпуса
2. Колесниченко М. Я. — бывший командир взвода 2-го Кавполка бригады т. Котовского, ныне командир бригады
3. Кириченко И. Г. — бывший командир эскадрона 2-го Кавполка бригады т. Котовского, ныне командир Кавдивизии

## Июнь

### 6 июня
- О награждении заслуженного деятеля науки УССР академика Писаржевского Л. В.[39]

- «Учитывая выдающиеся заслуги в деле научной разработки крупнейших проблем химии и подготовки новых кадров учёных и молодых специалистов при советской власти», награждён:

- академик Писаржевский Л. В.

### 15 июня
- О награждении работников Азнефти[41]

- За «успешную работу и перевыполнение производственной программы 1933 и 1934 гг. по Азнефти и Азнефтезаводам», награждены::

1. Петерсон А. П. — управляющий трестом «Азнефть»
2. Борц С. М. — заместитель управляющего трестом «Азнефть»
3. Слуцкий С. Б. — управляющий трестом «Азнефтезаводы»
4. Газарян Г. С. — директор промысла им. Орджоникидзе Азнефти
5. Кузьмин Н. М. — директор промысла им. Азизбекова Азнефти
6. Толбин И. И. — главный геолог треста «Азнефть»
7. Листенгартен В. Л. — геолог промысла им. Сталина Азнефти.

### 27 июня
- О награждении Чувашской АССР, секретаря Чувашского обкома ВКП(б) тов. Петрова С. П. и председателя ЦИК Чувашской АССР тов. Никитина А. Н.[43]

- За «выдающиеся заслуги в деле проведения в течение ряда лет основных сельскохозяйственных работ, культурного строительства, выращивания национальных кадров, дорожного строительства и по выполнению обязательств перед государством» награждены:

- Чувашская АССР и её руководители:

1. Петров С. П. — первый секретарь Чувашского обкома ВКП(б)
2. Никитин А. Н. — председатель ЦИК Чувашской АССР.

### 29 июня
- О награждении участников полёта в стратосферу[45]

- За «успешное выполнение задания правительства по полёту в стратосферу на стратостате „СССР-1-бис“ на высоту 16000 метров и за спокойствие и отвагу, проявленные при спуске в трудных условиях полёта» награждены:

1. Зилле К. И. — командир стратостата
2. Прилуцкий Ю. Г. — инженер
3. Вериго А. В. — профессор

## Июль

### 2 июля
- О награждении Ленинградского института физической культуры имени П. Ф. Лесгафта[47]

- «Отмечая высокие показатели, достигнутые за последние годы и образцовую работу» награждён:

- Ленинградский институт физической культуры имени П. Ф. Лесгафта.

### 7 июля
- О награждении работников угольной промышленности Донбасса[49]

- «За успешную работу по подъёму угольного Донбасса и перевыполнение плана 1934 года» награждены:

1. Хачатурьянц А. М. — управляющий трестом «Сталинуголь»
2. Калманович Р. И. — главный инженер треста «Сталинуголь»
3. Жуков И. Г. — машинист врубовой машины шахты No 5/6 им. Димитрова
4. Ревин М. А. — управляющий трестом «Макеевуголь»
5. Зорин З. Е. — управляющий трестом «Артёмуголь»
6. Рябошапко С. К. — бригадир забойщиков шахты им. Дзержинского треста «Артёмуголь»
7. Мурашко А. Н. — забойщик на отбойном молотке шахты «Красный Профинтерн» треста «Артёмуголь».
8. Власов И. В. — управляющий трестом «Кадиевуголь».
9. Рогов А. А. — парторг шахты No 22 им. Кирова треста «Кадиевуголь».
10. Тельных К. М. — машинист врубовой машины шахты им. Менжинского треста «Кадиевуголь»
11. Гришин П. М. — забойщик на отбойном молотке шахты № 4/2-бис Ирмино треста «Кадиевуголь».
12. Зубков И. И. — управляющий трестом «Донбассантрацит»
13. Непомнящий А. М. — управляющий трестом «Шахтантрацит», бывшего главного инженера шахты Артём.
14. Демичев Г. В. — бригадир навалоотбойщиков шахты Артём треста «Шахтантрацит».

- О награждении работников угольной промышленности Кузбасса[51]

- За «успешное строительство по созданию угольного Кузбасса и за перевыполнение плана добычи в 1934 году шахтами Прокопьевского, Киселёвского и Кемеровского рудоуправлений — основными поставщиками коксующих углей для Восточной металлургии» награждены:

1. Рухимович М. Л. — бывший начальник Кузбассугля
2. Овсянников Ф. Е. — управляющий Прокопьевским рудником
3. Курганов А. Я. — секретарь Прокопьевского горкома ВКП(б)
4. Борисов И. А. — бригадир Сталинской бригады забойщиков шахты им. Молотова Прокопьевского рудника
5. Корсак Г. С. — главный инженер комплекса шахт № 3-3-бис Прокопьевского рудника

- О награждении работников электроэнергетического хозяйства[52]

- За «перевыполнение производственной программы 1934 года по выработке электроэнергии более, чем на один процент, снижение удельных расходов топлива, себестоимости электроэнергии и значительные успехи по овладению техникой электростанций и линий электропередач» награждены:

1. Вахрушев В. В. — директор Каширской ГРЭС
2. Маралин Г. А. — начальник котельного и турбинного цеха Зуевской ГРЭС
3. Регентов Т. П. — начальник котельного цеха Шатурской ГРЭС
4. Макарьев Т. Ф. — профессор-изобретатель торфяных и сланцевых топок
5. Березин Я. Д. — директор Челябинской ГРЭС.

### 9 июля
- О награждении заслуженного деятеля науки профессора Бурденко Н. Н.[47]

- За «выдающиеся заслуги и работу в области хирургии и в особенности нейрохирургии, показывающую пример научной инициативы и образец блестящей техники» награждён:

- заслуженный деятель науки профессор Бурденко Н. Н.

- О награждении профессора Вейсброда Б. С.[39]

- За «исключительные заслуги врача-хирурга, педагога, учёного и выдающегося организатора советского больничного дела» награждён:

- профессор Вейсброд Б. С.

### 10 июля
- О награждении работников внешней торговли[54]

- За «выдающиеся заслуги, энергию и инициативу в области внешней торговли» награждён

- Канделаки Д. В. — торговый представитель Союза ССР в Германии.

## Август

### 5 августа
- О награждении работников железнодорожного транспорта[56]

- За «образцовую и успешную работу по подъёму железнодорожного транспорта, за активную и энергичную борьбу с крушениями и авариями» награждены:

1. Свириков А. Г. — начальник паровозной службы Юго-Западной дороги, бывший начальник паровозной службы Южной железной дороги
2. Образцов В. Н. — профессор, начальник научно-исследовательского института железнодорожного транспорта
3. Квятковский Р. Б. — начальник паровозного депо Топки Томской железной дороги
4. Цейтлин Э. Г. — начальник станции Красный Лиман Донецкой железной дороги
5. Куль Г. М. — бывший начальник политотдела Ртищевского отделения службы эксплуатации Рязано-Уральской железной дороги
6. Егоров М. М. — заместитель начальника службы эксплуатации Северной железной дороги, бывший начальник станции Лосиноостровская
7. Шулипа Г. Ф. — машинист сверхмощного паровоза «ФД» депо Красный Лиман Донецкой железной дороги
8. Яблонский Ф. Ф. — машинист паровозного депо Кавказская Азово-Черноморской железной дороги
9. Кривонос П. Ф. — машинист паровозного депо Славянск Донецкой железной дороги
10. Бабайцев И. Ф. — машинист паровозного депо Кочетовка Московско-Казанской железной дороги
11. Денисов А. М. — машинист паровозного депо Всполье Северной железной дороги
12. Иванов Б. С. — машинист паровозного депо Подмосковное Московско-Белорусско-Балтийской железной дороги
13. Стрелков Н. Н. — машинист паровозного депо Москва 1-я Московско-Курской железной дороги
14. Нутовт И. А. — машинист-наставник паровозного депо 1-я Речка Уссурийской железной дороги
15. Марков А. Г.— машинист паровозного депо Тула Московско-Курской железной дороги
16. Григоренко С. Н. — машинист паровозного депо Постышево Екатерининской железной дороги

## Сентябрь

### 17 сентября
- О переименовании 7-й Туркестанской Краснознамённой горной кавалерийской дивизии в 7-ю Таджикскую Краснознамённую горную кавалерийскую дивизию и о награждении её орденом Ленина

- «Отмечая выдающиеся революционные заслуги в борьбе за создание и укрепление советской власти в Таджикистане, её активное участие в социалистическом строительстве республики, большие достижения в деле выращивания и военно-технической и политической подготовки национальных таджикских кадров» награждена:

- 7-я Таджикская Краснознамённая горная кавалерийская дивизия.

- О награждении Беркалова Е. А. и Упорникова Н. А.[59]

- «За особые заслуги в деле укрепления обороноспособности Советского Союза» награждены:

1. Беркалов, Евгений Александрович
2. Упорников, Николай Алексеевич

## Октябрь

### 1 октября
- О награждении работников строительства Ленинградского мясокомбината[62]

- За «выдающиеся заслуги в деле строительства и пуска Ленинградского мясокомбината им. Кирова, за высокое качество и быстрые темпы осуществления строительных и монтажных работ» награждён:

- Алексеев Г. М. — начальник строительства и директор комбината.

- О награждении писателя Островского Н. А.[64]

- Награждён:

- Писатель Островский, Николай Алексеевич — «бывший активный комсомолец, героический участник гражданской войны, потерявший в борьбе за советскую власть здоровье, самоотверженно продолжающий оружием художественного слова борьбу за дело социализма, автор талантливого произведения „Как закалялась сталь“».

### 28 октября
- О награждении военно-конных заводов РККА и их работников[65]

- За «исключительные заслуги в организации, укреплении и развитии военно-конных заводов и личный пример повседневного добросовестного труда, обеспечившего высокие количественные и качественные показатели в производстве заводов» награждён:

- Чумаков М. И. — начальник военно-конного завода им. С. М. Будённого.

## Ноябрь

### 10 ноября
- О награждении колхозниц-пятисотенниц[67]

- За «образцовую работу на колхозно-совхозных полях, за достижение высокого урожая сахарной свеклы — пятьсот и более центнеров с гектара» награждены:

1. Демченко М. С. — звеньевая колхоза «Коминтерн» (Киевская область);
2. Гнатенко М. В. — звеньевая колхоза «Коминтерн» (Киевская область);
3. Кошевая А. Д. — звеньевая колхоза «Червоный Гигант» (Киевская область);
4. Швыдко А. Н. — звеньевая колхоза «Большевик» (Винницкая область);
5. Штолим Д. А. — звеньевой колхоза «Большевик» (Винницкая область);
6. Бойко А. К. — звеньевая колхоза «Большевик» (Винницкая область);
7. Байдич X. П. — звеньевая колхоза им. Ворошилова (Винницкая область);
8. Андрощук Е. К. — звеньевая колхоза им. Ворошилова (Винницкая область);
9. Стецюк Ф. К. — звеньевая колхоза им. Ворошилова (Винницкая область);
10. Пилипчик М. Р. — звеньевая Колхоза им. Ворошилова (Винницкая область);
11. Тимошенко Д. М. — звеньевая колхоза им. Петровского (Винницкая область);
12. Черна X. С. — звеньевая колхоза им. Петровского (Винницкая область);
13. Слободенюк П. И. — звеньевая колхоза им. Петровского (Винницкая область);
14. Гнатюк М. О. — звеньевая колхоза им. Петровского (Винницкая область);
15. Гвоздиевская А. В. — звеньевая колхоза им. Петровского (Винницкая область);
16. Ткач Т. К. — звеньевая колхоза им. Петровского (Винницкая область);
17. Шипук Н. И. — звеньевая колхоза т. Петровского (Винницкая область);
18. Пасарар А. Г. — звеньевая колхоза «Червоный Прикардонщик» (Винницкая область);
19. Ченаш К. Б. — звеньевая колхоза «Успех» (Винницкая область);
20. Глоба М. А. — звеньевая кол хоза «Искра» (Харьковская область);
21. Канцибер А. М. — звеньевая колхоза «Червона Зирка» (Харьковская область);
22. Косыця С. Г. — звеньевая колхоза «Червоный Прапор» (Харьковская область);
23. Тютюнник А. М. — звеньевая колхоза «Перебудова» (Харьковская область);
24. Литвинова И. А. — звеньевая колхоза «Красный Пахарь» (Воронежская область);
25. Реброва А. И. — звеньевая колхоза «Красный Пахарь» (Воронежская область);
26. Гусева М. В. — звеньевая колхоза им. Калинина (Воронежская область);
27. Дадыкина Н. Ф. — звеньевая колхоза им. Калинина (Курская область);
28. Кулик Е. П. — звеньевая Мануильского свеклосовхоза (Винницкая область);
29. Сокольвак А. А. — звеньевая Молотовского свеклосовхоза (Винницкая область);
30. Брайко А. Ю. звеньевая Ореховского свеклосовхоза (Харьковская область);
31. Удод М. С. — звеньевая Подсереднянского свеклосовхоза (Харьковская область);
32. Кириченко П. Г. — звеньевая свеклосовхоза «Тракторист» (Курская область).

### 19 ноября
- О награждении Председателя ЦИК Союза ССР и ВЦИК Михаила Ивановича Калинина[69]

- «Отмечая выдающиеся революционные заслуги и крупнейшую роль в деле создания и укрепления первого в мире пролетарского государства — Союза Советских Социалистических Республик» награждён в день 60-летия:

- Калинин, Михаил Иванович.

## Декабрь

### 2 декабря
- О награждении профессора М. И. Авербаха[71]

- «В связи с 40-летней врачебной и общественной деятельностью» награждён:

- заслуженный деятель науки профессор М. И. Авербах.

### 8 декабря
- О награждении инициаторов стахановского движения в промышленности и на транспорте[73]

- «За инициативу и первенство в деле овладения техникой своего дела, за трудовой героизм и выдающиеся успехи в повышении производительности труда, благодаря чему были преодолены и оставлены далеко позади старые технические нормы и превзойдены в ряде случаев нормы производительности труда передовых капиталистических стран — в ознаменование Первого Всесоюзного Совещания стахановцев промышленности и транспорта» награждены:

1. Стаханов А. Г. — забойщик, мастер отбойного молотка шахты «Центральная - Ирмино» Кадиевского района
2. Дюканов М. Д. — забойщик, мастер отбойного молотка шахты «Центральная - Ирмино» Кадиевского района, парторг участка «Никанор-Восток»
3. Петров К. Г. — парторг шахты «Центральная - Ирмино» Кадиевского района
4. Артюхов Ф. Н. — забойщик, мастер отбойного молотка шахты № 1 «Кочегарка» Горловского района
5. Молостов И. Ф. — бригадир навалоотбойщиков шахты № 16—16-бис Краснолучского района треста «Донбассантрацит»
6. Концедалов Д. М. — забойщик, мастер отбойного молотка шахты «Центральная - Ирмино» Кадиевского района
7. Бусыгин А. X. — кузнец Горьковского автозавода имени Молотова
8. Фаустов С. А. — кузнец Горьковского автозавода имени Молотоваа
9. Юсим Я. С. — инженер, сменный мастер кузнечного цеха завода «Шарикоподшипник» имени Кагановича
10. Лихорадов Г. И. — токарь вагоностроительного завода имени Урицкого
11. Тынок Н. К. — бурщик шахты «Первомайская» Криворожского бассейна
12. Мартёхов Е. Т. — кузнец завода «Электросила»
13. Зайнудинов А. А. — забойщик шахты «Минеиха» Прокопьевского рудника (Кузбасс)
14. Павлов М. П. — забойщик шахты им. Кирова на Анжеро-Судженском руднике
15. Омельянов А. Я. — машинист депо-узел Екатерининской железной дороги
16. Маховский С. А. — старший машинист депо им. Кирова (Основа Южной железной дороги)
17. Огнев А. С. — машинист депо Тула Московско-Курской железной дороги
18. Сергеев М. С. — главный кондуктор Московско-Белорусско-Балтийской железной дороги
19. Оболонный В. И. — инженер, бывший начальник депо Славянск, заместитель начальника паровозной службы Донецкой железной дороги
20. Зайцев В. Г. — машинист депо Могоча Забайкальской железной дороги
21. Виноградова Е. В. — ткачиха фабрики им. Ногина в Вичуге (Ивановская область)
22. Виноградова М. И. — ткачиха фабрики им. Ногина в Вичуге (Ивановская область)
23. Одинцова Т. И. — ткачиха фабрики «Большевик» Родниковского района Ивановской области
24. Сметанин Н. С. — рабочий-перетяжчик обувной фабрики «Скороход» в Ленинграде
25. Яшин С. И. — штамповщик обувной фабрики «Парижская Коммуна» в Москве
26. Литвиненко И. А. — вакуум-аппаратчик Калининского сахарного завода Курского треста
27. Волков П. С. — бригадир отделения переработки крупного скота Московского мясокомбината им. Микояна
28. Пронин И. К. — сеточник Кондровской бумажной фабрики
29. Мусинский В. С. — рамщик лесозавода № 17 им. Молотова треста «Северолес»
30. Чадаев Н. И. — капитан парохода «Степан Разин» Нижне-Волжского пароходства
31. Пушкин М. Н. — мастер домны № 5 Макеевского металлургического завода им. Кирова
32. Дегтярёв А. А. — сталевар печи № 13 Новомартеновского цеха завода им. Дзержинского
33. Макаров П. И. — бригадир-прокатчик завода «Серп и Молот»
34. Бобылев Д. А. — сталевар Таганрогского металлургического завода им. Андреева
35. Лапшина И. А. — ткачиха фабрики «Большевик» Родниковского района Ивановской области
36. Попова А. В. — ватерщица фабрики им. Вагжанова в г. Калинине
37. Королёва Т. Н. — ткачиха фабрики «Свободный Пролетарий» Вязниковского района Ивановской области
38. Фёдорова Е. М. — трикотажница фабрики «Красное Знамя» (Ленинград)
39. Шестаков М. И. — стекольщик завода им. Бухарина в Гусь-Хрустальном Ивановской области
40. Степанов Ф. Ф. — начальник политотдела Славянского отделения Донецкой железной дороги
41. Бородулин К. А. — бригадир комплексной ремонтной бригады депо Москва-Сортировочная Московско-Казанской железной дороги
42. Пузанов А. И. — составитель станции Лосиноостровская Северной железной дороги
43. Богданов В. Д. — машинист депо Ленинград-Сортировочная-Витебск Октябрьской железной дороги

- О награждении 51-й стрелковой Перекопской Краснознамённой дивизии[71]

- «Отмечая боевые заслуги и успехи, достигнутые в боевой и политической подготовке, в связи с празднованием пятнадцатилетия перекопского штурма» награждена:

- 51-й стрелковая Перекопская Краснознамённая дивизия.

### 13 декабря
- О награждении передовых комбайнеров и комбайнерок[76]

- За «отличную работу на комбайне, давшую превышение нормы на 100—400 процентов» награждены убравшие больше 600 гектар за сезон:

1. Полагутин С. В. — комбайнер Старо-Порубежской МТС (Саратовский край)
2. Кормин Е. М. — комбайнер Маякской МТС (Челябинская область)
3. Мымриков В. А. — комбайнер Александровской МТС (Северо-Кавказский край)
4. Погорелов Г. Н. — комбайнер Аполлоновской МТС (Северо-Кавказский край)
5. Кочетков Г. П. — комбайнер Акимовской МТС (Днепропетровская область)
6. Шалаев А. И. — комбайнер Святославской МТС (Саратовский край)
7. Проданов В. И. — комбайнер Ново-Бурасской МТС (Саратовский край)
8. Пономарёв Ф. А. — комбайнер Щучанской МТС (Челябинская область)
9. Черкасов С. В. — комбайнер Медвежинского зерносовхоза (Северо-Кавказский край)
10. Войтенко Е. Т. — комбайнер Розентальской МТС (Азово-Черноморский край)
11. Шушпанов В. П. — комбайнер Обилинской МТС (Северо-Кавказский край)
12. Шестерня И. Н. — комбайнер Кадышской МТС (Крымская АССР)
13. Шебалков Ф. Т. — комбайнер Солдато-Александровской МТС (Северо-Кавказский край)
14. Чубукин И. В. — комбайнер Белоглинской МТС (Азово-Черноморский край)
15. Лаврик Н. А. — комбайнер Гуляй-Польской МТС (Днепропетровская область)
16. Юдин Я. А. — комбайнер Кулевчинской МТС (Челябинская область)
17. Борин К. А. — комбайнер МТС им. Штейнгардта (Азово-Черноморский край)
18. Яковлев Ф. И. — комбайнер Ингушского зерносовхоза (Чечено-Ингушская автономная область)
19. Ненашев А. П. — комбайнер Краснохолмской МТС (Оренбургская область)
20. Свиридов А. И. — комбайнер Краснохолмской МТС (Оренбургская область)
21. Ивченко П. И. — комбайнер Кубанского зерносовхоза (Азово-Черноморский край)
22. Колесов Ф. И. — комбайнер Погроменской МТС (Оренбургская область)
23. Котов Ф. Г. — комбайнер Бейсугской МТС (Азово-Черноморский край)
24. Кириченко В. Т. — комбайнер Ворошиловского зерносовхоза (Северо-Кавказский край)
25. Горпинич Д. Г. — комбайнер Успеновской МТС (Днепропетровская область)
26. Зарубаев В. Е. — комбайнер Попелакской МТС (Днепропетровская область)
27. Утяшев X. X. — комбайнер Буздякской МТС (Башкирская АССР)
28. Кузнецов А. П. — комбайнер Брыковской МТС (Саратовский край)
29. Соболев И. И. — комбайнер Белоглинской МТС (Азово-Черноморский край)
30. Дубской В. В. — комбайнер Краснохолмской МТС (Оренбургская область)
31. Широков Ф. К. — комбайнер Переволоцкой МТС (Оренбургская область)
32. Оськин А. Н. — комбайнер Илекской МТС (Оренбургская область)
33. Путилин Д. Ф. — комбайнер Самбуровской МТС (Азово-Черноморский край)
34. Соловьёв Д. Г. — комбайнер Прималкинского зерносовхоза (Кабардино-Балкарская автономная область)
35. Агеев С. Г. — комбайнер Армавирской МТС (Азово-Черноморский край)
36. Кобзарь Д. П. — комбайнер Богоявленской МТС (Донецкая область)
37. Вовк М. С. — комбайнер Богоявленской МТС (Донецкая область)
38. Кофанова А. К. — комбайнерка Малороссийской МТС (Азово-Черноморский край)
39. Денинг А. А. — комбайнер Мариентальской МТС (АССР Немцев Поволжья)
40. Ведерников А. А. — комбайнер Буняковской МТС (Омская область)
41. Дебров М. Е. — комбайнер Расшеватского зерносовхоза (Северо-Кавказский край)
42. Краславский М. Ф. — комбайнер Таганашской МТС (Крымская АССР)
43. Штанько А. Г. — комбайнер зерносовхоза «Переможец» (Днепропетровская область)
44. Тернавский И. С. — комбайнер Снегиревского зерносовхоза (Одесская область)
45. Макасеев Л. А. — комбайнер зерносовхоза им. Кагановича (Одесская область)
46. Яковлев К. В. — комбайнер Блакитянской МТС (Одесская область)
47. Кальченко М. И. — комбайнер Кубанского зерносовхоза (Азово-Черноморский край)
48. Ожерельев И. Г. — комбайнер Красноярской МТС (Омская область)
49. Логвиненко И. С. — комбайнер Исаевской МТС (Казакская АССР)
50. Ульянкин А. И. — комбайнер Рассказовского зерносовхоза (Воронежская область)
51. Мищенко Н. Д. — комбайнер Акимовской МТС (Днепропетровская область)
52. Бекетов Н. Н. — комбайнер Аполлоновской МТС (Северо-Кавказский край)
53. Колмыков М. И. — комбайнер Благовещенской МТС (Оренбургская область)
54. Щипунов И. В. — комбайнер Щучанской МТС (Челябинская область)
55. Шевченко И. Ф. — комбайнер Коммунаровской МТС (Днепропетровская область)
56. Демченко А. М. — комбайнер Жеребейкой МТС (Днепропетровская область)
57. Ребристый Ф. Н. — комбайнер Веселовской МТС (Днепропетровская область)
58. Вишнёвый Ф. И. — комбайнер Высокопольской МТС (Днепропетровская область)
59. Нефедов К. И. — комбайнер Литвиновской МТС (Азово-Черноморский край)
60. Норманский П. И. — комбайнер Ново-Рождественской МТС (Азово-Черноморский край)
61. Полеводин И. В. — комбайнер Крапоткинского зерносовхоза (Азово-Черноморский край)
62. Марченко И. И. — комбайнер Крапоткинского зерносовхоза (Азово-Черноморекий край)
63. Трунов С. И. — комбайнер Кировского зерносовхоза (Северо-Кавказский край)
64. Оголенко Т. А. — комбайнер Воронцово-Александровской МТС (Северо-Кавказский край)
65. Варакин И. П. — комбайнер Большевистской МТС (Оренбургская область)
66. Давыдов Н. Н. — комбайнер Погроменской МТС (Оренбургская область)
67. Комов Н. А. — комбайнер Ромашкинской МТС (Оренбургская область)
68. Фурманов И. Т. — комбайнер Аткарской МТС (Саратовский край)

### 16 декабря
- О 50-летнем юбилее Государственного института для усовершенствования врачей в Ленинграде

- Отмечая «пятидесятилетие первого в СССР Института по специализации и поднятию квалификации врачебных кадров и профессорско-преподавательского состава, подготовившего за полвека своего существования свыше 32 тысяч врачей-специалистов и давшего медицинским институтам нашей страны 70 квалифицированных профессоров, руководителей кафедр по разным дисциплинам» награждён:

- Государственный Ленинградский институт для усовершенствования врачей.

### 20 декабря
- О награждении руководителей ряда областей, краёв и республик за успешную работу[79]

- За «выдающиеся успехи в области сельского хозяйства и промышленности и за перевыполнение государственных планов по сельскому хозяйству» награждены:

| 1) по Украинской ССР:            | Косиор С. Л. — первый секретарь ЦК КП(б) Украины Любченко П. П. — председатель Совнаркома УССР                                                              |
| 2) по Харьковской области:       | Демченко Н. Н. — первый секретарь Харьковского областного комитета КП(б)У                                                                                   |
| 3) по Винницкой области:         | Чернявский В. И. — первый секретарь Винницкого областного комитета КП(б)У Трилисский А. Л. — председатель Винницкого областного исполкома советов           |
| 4) по Киевской области:          | Постышев П. П. — первый секретарь Киевского областного комитета КП(б)У Василенко М. С. — председатель Киевского областного исполкома советов                |
| 5) по Донецкой области:          | Саркисов С. А. — первый секретарь Донецкого областного комитета КП(б)У Иванов Н. Г. — председатель Донецкого областного исполкома советов                   |
| 6) по Днепропетровской области:  | Хатаевич М. М. — первый секретарь Днепропетровского областного комитета КП(б)У Гаврилов И. А. — председатель Днепропетровского областного исполкома советов |
| 7) по Молдавской АССР:           | Старый Г. И. — председатель Совнаркома Молдавской АССР |
| 8) по Армянской ССР:             | Ханджян А. Г. — первый секретарь ЦК КП(б) Армении Гулоян А. — председатель Совнаркома Армении                                                               |
| 9) по Аджарской АССР:            | Геурков А. Г. — первый секретарь Аджарского областного комитета партии Лордкипанидзе З. Д. — председатель ЦИК Аджарской АССР                                |
| 10) по Азово-Черноморскому краю: | Шеболдаев Б. И. — первый секретарь Азово-Черноморского крайкома ВКП(б) Ларин В. Ф. — председатель Азово-Черноморского краевого исполкома советов            |
| 11) по Северо-Кавказскому краю:  | Евдокимов Е. Г. — первый секретарь Северо-Кавказского крайкома ВКП(б) Пивоваров И. Н. — председатель Северо-Кавказского краевого исполкома советов          |
| 12) по Свердловской области:     | Кабаков И. Д. — первый секретарь Свердловского областного комитета ВКП(б) Головин В. Ф. — председатель Свердловского областного исполкома советов           |
| 13) по Челябинской области:      | Рындин К. В. — первый секретарь Челябинского областного комитета ВКП(б) Советников М. А. — председатель Челябинского областного исполкома советов           |
| 14) по Узбекской ССР:            | Икрамов А. И. — первый секретарь ЦК КП(б) Узбекистана Ходжаев, Файзулла — председатель СНК Узбекской ССР                                                    |
| 15) по Туркменской ССР:          | Попок Я. А. — первый секретарь ЦК КП(б) Туркменистана Атабаев К. С. — председатель ЦИК Туркменской ССР                                                      |
| 16) по Таджикской ССР:           | Шадунц С. К. — первый секретарь ЦК КП(б) Таджикистана Рахимбаев А. Р. — председатель СНК Таджикской ССР                                                     |
| 17) по Казакской АССР:           | Мирзоян Л. И. — первого секретарь краевого комитета ВКП(б) Казакской АССР Исаев У. Д. — председатель СНК Казакской АССР                                     |
| 18) по Кара-Калпакской АССР:     | Алиев И. С. — первый секретарь областного комитета ВКП(б) Кара-Калпакской АССР Курбанов Д. — председатель СНК Кара-Калпакской АССР                          |
| 19) по Западной области:         | Румянцев И. П. — первый секретарь областного комитета ВКП(б) Западной области Ракитов Г. Д. — председатель Западного областного исполкома советов           |
| 20) по Калининской области:      | Михайлов М. Е. — первый секретарь областного комитета ВКП(б) Калининской области Иванов В. Ф. — председатель Калининского областного исполкома советов      |

### 23 декабря
- О награждении командного, начальствующего и краснофлотского состава морских сил Рабоче-Крестьянской Красной Армии[82]

- За «выдающиеся заслуги в деле организации подводных и надводных морских сил Рабоче-Крестьянской Красной Армии и за успехи в боевой и политической подготовке краснофлотцев» награждены:

1. Викторов М. В. — командующий Тихоокеанским флотом, флагман флота 1-го ранга
2. Окунев Г. С. — заместитель командующего Тихоокеанским флотом по политической части, армейский комиссар 2-го ранга
3. Киреев Г. П. — заместитель командующего Тихоокеанским флотом, флагман 1-го ранга
4. Григайтис К. Л.
5. Васильев Г. В.
6. Осипов К. О.
7. Иванов Н. И.
8. Чурсин С. Е.
9. Дорин В. К.
10. Верховский С. Б.
11. Евстрахин А. И.
12. Павлов Ф. Ф.
13. Маглич Ф. С.
14. Египко Н. П.
15. Поскотинов А. А.
16. Холостяков Г. Н.
17. Белоусов И. Н.
18. Скриганов М. П.
19. Васюнин П. Н.
20. Байков И. И.
21. Тузов И. Н.
22. Резепов К. В.
23. Андреев П. И.
24. Чернов Д. Г.
25. Кельнер И. В.
26. Виноградов Н. И.
27. Иванов Н. С.
28. Каракулов И. А.
29. Зельтинг А. И.
30. Мазин В. А.
31. Гаджиев М. И.
32. Шулаков Е. Г.
33. Веселовский Е. А.
34. Яремич А. Д.
35. Деждо М. И.
36. Игнашев К. Е.
37. Гурин К. Г.
38. Мокроусов В. Т.
39. Уханов А. М.
40. Кудряшов С. С.
41. Гречко И. А.
42. Быков П. А.
43. Шибаев Н. И.
44. Петров П. И.
45. Артеменко П. Г.
46. Тимофеюк Н. В.
47. Павлов Е. Н.
48. Сумкин С. К.
49. Бердников А. Г.
50. Дорофеев И. Д.
51. Иванов Д. П.
52. Дрогенин А. И.
53. Лебедев А. Ф.
54. Колчанов К. П.
55. Рябинин А. П.
56. Иващук И. X.
57. Каракай С. А.
58. Кордюков В. В.
59. Смирнов И. Ф.
60. Сорокин Д. И.
61. Жиганов К. П.
62. Купрюшин Д. А.
63. Горохов Г. А.
64. Климов Л. И.
65. Старцев М. А.
66. Михайличенко П. А.
67. Боровский В. Н.
68. Дёмин И. С.
69. Хлевнюк Л. А.
70. Медведев К. Н.
71. Голосов Г. Г.
72. Заостровцев А. Т.
73. Турищев А. И.
74. Найдёнов И. Г.
75. Кузнецов К. М.
76. Окоринов П. И.
77. Никитин М. В.
78. Макарычев А. А.
79. Вахрушев С. О.
80. Соцков И. А.
81. Баранов Н. Т.
82. Грибоедов К. Н.
83. Рейснер Л. М.
84. Лебедев М. Ф.
85. Алексеев Н. В.
86. Воробьёв В. С.
87. Дукин С. Н.
88. Анацкий И. В.
89. Сахаров Н. К.
90. Мамутов А. М.
91. Нижнего В. С.
92. Высторопский В. П.
93. Саллус Г. Г.
94. Булавинец А. Г.
95. Бубнов К. М.
96. Медведев И. Г.
97. Сакун Ф. В.
98. Секунов Б. А.
99. Белов А. М.
100. Ильин И. И.
101. Аникин А. И.
102. Пантелеев А. Н.
103. Клепиков Г. Н.
104. Замотин А. Ф.
105. Шахов С. С.
106. Моралёв И. К.
107. Водяницкий Д. Г.
108. Козлов С. Я.
109. Кременский Г. И.
110. Емельянов Д. Е.
111. Солдатов Я. А.
112. Печеник Т. Н.
113. Корнеев В. И.
114. Юрченко Г. П.
115. Иваньков С. Ф.
116. Рубанов И. Н.
117. Крайнов Н. И.
118. Чигирь Г. Н.
119. Чугай М. Е.
120. Заболотнов М. А.
121. Мокрожицкий П. С.
122. Индейкин В. А.
123. Соснин А. С.
124. Сметанин В. Н.
125. Гушлевский Т. И.
126. Каховский Г. Н.
127. Матвеев В. В.
128. Браман В. Ю.
129. Панов И. П.
130. Табенкин А. Е.
131. Попов С. П.
132. Чёрный В. Ф.
133. Асямолов А. А.
134. Костыгов Б. Д.
135. Егоров В. А.
136. Витковский А. В.
137. Спиридонов Н. Ф.
138. Язев И. С.
139. Филиппов М. Ф.
140. Шергин А. П.
141. Шишкин А. Г.
142. Немирович-Данченко К. К.
143. Островский Д. Т.
144. Селезнев А. Ф.
145. Сырков А. К.
146. Лашманов М. В.
147. Лежнев Н. М.
148. Нестеров И. М.
149. Воронцов П. Н.
150. Козлов А. А.
151. Сесин В. П.
152. Исаев П. С.
153. Солоха Т. М.
154. Лябах С. В.
155. Сбродов В. В.
156. Ясницкий Г. А.
157. Гусак Н. Д.
158. Шилов Ф. И.
159. Сизов В. И.
160. Нерадовский И. М.
161. Бубнов А. К.
162. Тросников А. И.
163. Замятин П. Н.
164. Цыглов Н. А.
165. Карпунин В. П.
166. Ралько Н. Д.
167. Печенкин Д. А.
168. Васильев П. Н.
169. Идомский А. М.
170. Клоков Н. И.
171. Попов М. Н.
172. Сластников Б. С.
173. Кюн Н. И.
174. Фролов А. А.
175. Хмелевский А. Г.
176. Власов А. В.
177. Васильев А. В.
178. Акулин М. И.
179. Солонников О. С.
180. Фиалкин П. Ф.
181. Звейнек К. X.
182. Жилин В. И.
183. Щегляк К. П.

### 25 декабря
- О награждении передовых колхозников и колхозниц Узбекской ССР, Туркменской ССР, Таджикской ССР и Казакской АССР[84]

- За «трудовой героизм и успехи в деле поднятия урожайности по хлопку, за превышение на 100—400 процентов установленной урожайности по хлопку» награждены давшие «с одного гектара свыше 30 центнеров американского или свыше 15 центнеров египетского хлопка» и сборщицы, собравшие «свыше 100 килограммов в день»:

| По Узбекской ССР: |
| 1. Юнусов, Файзулла — звеньевой колхоза им. Сталина Акмаль-Абадского района 2. Саидбаев, Колдаш — звеньевой колхоза «Тулкун» Андижанского района 3. Батыров, Узакбай — звеньевой колхоза «Учкун» Тентяксайского района 4. Наров, Усман — звеньевой колхоза «Ленинизм» Акмаль-Абадского района 5. Иргашев, Умар Али — звеньевой колхоза «Большевик» Тентяксайского района 6. Хамроев, Исраил — бригадир колхоза им. Баумана Акмаль-Абадского района 7. Муминов, Абдуд-Наби — бригадир колхоза им. Ворошилова, Уйчинского района 8. Юлдашев, Абдусамат — бригадир колхоза им. Ширмухамедова, Уйчинского района 9. Таджибаев, Мирзабай — звеньевой колхоза им. Буденного Избаскентского района 10. Сабиров, Абдул Азиз — бригадир колхоза «Рабочий» Андижанского района 11. Юлчиев, Сапар-Али — звеньевой колхоза им. Калинина Ленинского района 12. Шарипов, Ахмеджан — звеньевой колхоза им. Ширмухамедова, Уйчинского района 13. Гадайбаев, Иргаш — звеньевой колхоза им. Фрунзе Алты-Арыкского района 14. Рузиев, Акбар-Али — звеньевой колхоза «Тулкун» Андижанского района 15. Курбанов, Юлдаш — звеньевой колхоза им. Ленина Ленинского района 16. Зулунов, Абдуладжан — звеньевой колхоза им. Ахун-Бабаева, Андижанского района 17. Камбаров, Кадыр-Али — звеньевой колхоза им. Сталина Алты-Арыкского района 18. Аманова, Тухтабиби — звеньевая колхоза им. Фрунзе Ферганского района 19. Игамбердыев, Мамасадык — бригадир колхоза им. Икрамова Уйчинского района 20. Рустамов, Исаметдин — бригадир колхоза им. Кагановича Уйчинского района 21. Каримов, Абдухалык — звеньевой колхоза им. Кагановича Ленинского района 22. Каримов, Тишабай — бригадир колхоза «Урак-Балга» Маргеланского района 23. Хакимов, Абдул-Азиз — звеньевой колхоза им. Файзуллы Ходжаева Алты-Арыкского района 24. Салиев, Тополан — звеньевой колхоза им. Иванова Андижанского района 25. Пирматов, Машраб — бригадир колхоза «Батрак» Андижанского района 26. Киргизбаев, Джабор— бригадир колхоза «Кзыл-Юлдуз» Избаскентского района 27. Хашимов, Мумин — звеньевой колхоза «Кзыл-Юлдуз» Сталинского района 28. Кадыров, Ахмед-Али — звеньевой колхоза «Кахраман» Тентяксайского района 29. Ахмат-Алиев, Абдукадыр — звеньевой колхоза «Пятилетка» Сталинского района 30. Гуламова, Лутфиниса — звеньевая колхоза им. Сталина Избаскентского района 31. Аскаров, Назар-Али — председатель колхоза им. Ахун-Бабаева, Андижанского района 32. Аманова Зайнаб — бригадир колхоза им. Сталина Акмаль-Абадского района 33. Салимов, Наби — бригадир колхоза «Брляшкан-Сыр-Дарья» Папского района 34. Исмаилов, Алим — звеньевой колхоза им. Файзуллы Ходжаева, Калининского района 35. Бабарахимов, Сотвалды — бригадир колхоза им. Ворошилова, Андижанского района 36. Наджмитдинов, Шамсутдин — бригадир колхоза им. Икрамова, Избаскентского района 37. Ходжибаев, Исмаил-Ахун — звеньевой колхоза «Политотдел» Андижанского района 38. Ходжабердыев, Шозот — председатель совета урожайности колхоза им. Ленина Уйчинского района 39. Ахмедов, Парни — бригадир и парторг колхоза «Кзыл-Юлдуз» Сталинского района 40. Мирзаев, Тишабай — председатель совета урожайности колхоза им. Икрамова Андижанского района 41. Ташланова, Салия — председатель колхоза им. Шадунц Ленинского района 42. Кельдияров, Норкуль — председатель колхоза «Кзыл-Гулистан» Термезского района 43. Аманов, Гайбулла — председатель колхоза «Ленинизм» Акмаль-Абадского района 44. Тураева, Таджихан — ударница колхоза «Акмаль-Абад» Старо-Бухарского района 45. Ахмедов, Мархамат — ударница колхоза «Ленин-Юл» Янги-Курганского района 46. Мусаева, Нури — ударница колхоза «Узбекистан» Средне-Чирчикского района 47. Хамдамова, Аширгуль — ударница колхоза «Кзыл-Аскер» Средне-Чирчикского района 48. Усманова, Файзуллатхан — ударница колхоза им. Любимова Андижанского района 49. Бекмуратова, Бибихан — ударница колхоза «Актон» Янги-Юльского района 50. Хамрабаева, Кумышхан — бригадир колхоза «Узар» Калининского района 51. Шакиров, Алимджан — бригадир колхоза им. Манджара Молотовского района 52. Тухташев, Ахмед — председатель совета урожайности и парторг колхоза им. Карла Маркса Андижанского района 53. Нурынбаев, Исаметдин — председатель колхоза им. Карла Маркса Ленинского района 54. Бабаджанов, Абдулла — председатель колхоза «Шуро» Наманганского района 55. Амонбаев, Арип — председатель колхоза им. Кагановича Андижанского района 56. Саибов, Назыр — председатель колхоза нм. Сталина Кокандского района 57. Туйчибаев, Каримберды — бригадир колхоза им. Нариманова Кокандского района 58. Хакимджанов, Дададжан — звеньевой колхоза «Кзыл-Намуна» района им. Орджоникидзе 59. Усманов, Мамасоли — бригадир колхоза им. Абил-Файзи Куйбышевского района 60. Казаков, Палван — председатель колхоза «Кзыл-Юлдуз» Избаскентского района 61. Назимов, Ирали — звеньевой колхоза им. Икрамова Ферганского района 62. Шарифов, Исмаил — бригадир колхоза «Иттифак» Аимского района 63. Юсупов, Тохта — бригадир колхоза им. Кагановича Маргеланского района 64. Исаков, Бакиджан — председатель совета урожайности колхоза им. Сталина Маргеланского района 65. Туряев, Хала — председатель колхоза «Ак-Алтын» Катта-Курганского района 66. Халиков, Абдусатар — председатель колхоза им. Буденного Избаскентского района 67. Мазаидов, Нурмат — председатель колхоза «Дехкан» Кокандского района 68. Маджнунов, Ибрагим — председатель колхоза «Большевик» Наманганского района 69. Ахмедов, Иргаш — бригадир колхоза им. Сталина Молотовского района 70. Атабаев, Хайдар — председатель колхоза им. Максима Горького Кокандского района 71. Хамраев, Шарифбаба — председатель колхоза им. Икрамова, Бауманского района. |
| По Туркменской ССР: |
| 1. Огуль, Гузель Бахбид — звеньевая колхоза «Большевик» Байрам-Алийского района 2. Ага, Юсуп Али — председатель колхоза «Большевик» Байрам-Алийского района 3. Ораз, Клыч Нияз — бригадир колхоза «Большевик» Байрам-Алийского района 4. Ораз, Мамед Айдогды — бригадир колхоза «Добровольный» Сталинского района 5. Аширова, Гюль Набат — звеньевая колхоза «Добровольный» Сталинского района 6. Курбанова, Ораз Гуль — звеньевая колхоза им. Попок Мервского района 7. Ата, Артык — бригадир колхоза им. Попок Мервского района 8. Ходжатов, Ашир — бригадир колхоза имени «8 марта» Мервского района 9. Ходжалиев, Ата — бригадир колхоза «Москва» Мервского района 10. Огуль, Нияз Аки — звеньевая колхоза имени «8 марта» Мервского района 11. Мукки, Лорсы — председатель колхоза им. Попок Мервского района 12. Бегли, Джума-Нияз — бригадир колхоза, им. Максима Горького Чарджуйского района 13. Поссы, Курбан Нияз — председатель колхоза «Дейхан Бирлешик» Сталинского района |
| По Таджикской ССР: |
| 1. Бобокаланов, Джура — председатель колхоза «Социализм» Ходжентского района 2. Хрунходжаев, Саид — парторг колхоза им. Ворошилова, Ходжентского района 3. Холматов, Дадабай — председатель колхоза им. Молотова, Ходжентского района 4. Бобокаланов, Пулат — заместитель председателя ЦИК Таджикской ССР, бывший председатель колхоза «Коминтерн» Ходжентского района 5. Хамидов, Исмаил — парторг колхоза «Большевик» Ходжентского района 6. Абилова, Хамрабиби — ударница колхоза им. Рахимбаева, Куйбышевского района 7. Исраилов, Хасият — бригадир-ударница колхоза им. Орджоникидзе Канибадамского района 8. Шарипова, Гуар — бригадир-ударница колхоза «Байраки Сурх» Кулябского района 9. Ишмирзаева, Огуль-Ой — бригадир-ударница колхоза им. Лахути Шахринаусского района 10. Нахангова, Мамлякат — пионерка-ударница колхоза им. Лахути Сталинабадского района |
| По Казакской АССР: |
| 1. Курманбаев, Сигизбай — звеньевой колхоза «Интернационал» Пахта-Аральского района 2. Каракулева, Ибагуль — ударница колхоза «Красный Восток» Келесского района |

### 30 декабря
- О награждении передовиков урожайности по зерну, тракторных бригадиров, трактористов и машинистов молотилок[87]

- За «трудовой героизм, за успехи в деле поднятия урожайности зерна не менее, чем до 150 пудов с гектара, за превышение на 100—200 процентов установленных норм выработки на трактор и молотилку» награждены:

| - Бригадиры тракторных бригад, выработавшие на каждый трактор СТЗ и ХТЗ свыше 1200 гектар: |
| 1. Волошин, Андрей Ефимович — бригадир Ленинградской МТС (Азово-Черноморский край) 2. Головань, Сергей Никитович — помощник бригадира Ленинградской МТС (Азово-Черноморский край) 3. Истошин, Василий Михайлович — бригадир Камбулатской МТС (Северо-Кавказский край) 4. Белый, Григорий Григорьевич — бригадир Екатериновской МТС (Азово-Черноморский край) 5. Малыхин, Иван Иванович — бригадир Красно-Партизанской МТС (Азово-Черноморский край) 6. Гусев, Пётр Павлович — бригадир Столбищенской МТС (Татарская АССР) 7. Спиридонов, Дмитрий Павлович — бригадир Высоко-Горской МТС (Татарская АССР) 8. Чабаненко, Иван Иванович — бригадир Гурьевской МТС (Одесская область) 9. Тарасов, Яков Федотович — бригадир Жуковской МТС (Азово-Черноморский край) 10. Дымов, Григорий Ильич — бригадир Грейговской МТС (Одесская область) 11. Сарабашев, Мартирос Амбарцумович — бригадир Мясниковской МТС (Азово-Черноморский край) 12. Лопатин, Иван Семёнович — бригадир Шугуровской МТС (Татарская АССР) 13. Чурунин, Григорий Александрович — бригадир Столбищенской МТС (Татарская АССР) 14. Волков, Андрей Петрович — бригадир Петровской МТС (Северо-Кавказский край) 15. Губин, Василий Михайлович — бригадир Добринской МТС (Воронежская область) 16. Григоров, Иван Гаврилович — бригадир Талицкой МТС (Воронежская область) 17. Гречко, Василий Алексеевич — бригадир Голодаевской МТС (Азово-Черноморский край) 18. Тихоненко, Пётр Иванович — бригадир Прохладненской МТС (Северо-Кавказский край) 19. Лысунов, Иван Яковлевич — бригадир Белоглинской МТС (Азово-Черноморский край) 20. Гатьятуллин, Гали Генатуллович — бригадир Муралинской МТС (Татарская АССР) 21. Топузов, Дмитрий Александрович — бригадир Ичкинской МТС (Крымская АССР) 22. Уколов, Никита Емельянович — бригадир Тарасо-Шевченковской МТС (Днепропетровская область) 23. Минникаев, Гаян Минникаевич — бригадир Мамадышской МТС (Татарская АССР) 24. Кривченко, Василий Фёдорович — бригадир Семибалковской МТС (Азово-Черноморский край) 25. Острогляд, Иван Трофимович — бригадир Белокуракинской МТС (Донецкая область) 26. Сухоставский, Григорий Тихонович — помощник бригадира Белокуракинской МТС (Донецкая область) 27. Петряев, Тимофей Иванович — бригадир Иавлодонской МТС (Воронежская область) 28. Ангелина, Прасковья Никитовна — бригадир Старо-Бешевской МТС (Донецкая область) 29. Биятов, Илья Ильич — помощник бригадира Старо-Бешевской МТС (Донецкая область) 30. Камергоев, Хамид Ахмедович — бригадир Нагорной МТС (Кабардино-Балкарская АО) 31. Карпов, Павел Андреевич — бригадир Николевской МТС (Саратовский край) 32. Булатова, Александра Фёдоровна — бригадир Добринской МТС (Воронежская область) 33. Непочатый, Пётр Константинович — бригадир 1-й Акимовской МТС (Днепропетровская область) 34. Бондарь, Мефодий Андреевич — бригадир Владимировской МТС (Днепропетровская область) |
| - Трактористы, выработавшие за свою смену на тракторе СТЗ и ХТЗ свыше 700 гектар или на тракторе ЧТЗ «Сталинец» — свыше 2100 гектар или на тракторе «Универсал» свыше 500 гектар: |
| 1. Тихий, Пётр Филиппович — тракторист Ново-Григорьевской МТС (Днепропетровская область) 2. Мамедов, Мамед Мамед оглы — тракторист Кюрдамирской МТС (Азербайджанская ССР) 3. Кузьминов, Иван Дмитриевич — тракторист Краснопартизанской МТС (Азово-Черноморский край) 4. Печерский, Алексей Иванович — тракторист Воловской МТС (Курская область) 5. Демидов, Фёдор Андреевич — тракторист Змиевской МТС (Курская область) 6. Камергоев, Канамат Ахмедович — тракторист Нагорной МТС (Кабардино-Балкарская АО) 7. Махин, Прокофий Тарасович — тракторист Ново-Федоровской МТС (Актюбинская область Казакской АССР) 8. Мехтиев, Али Магамед оглы — тракторист Агджабединской МТС (Азербайджанская ССР) 9. Русишвили, Леван Давидович — тракторист Агаринской МТС (Грузинская ССР) 10. Сиротюк, Алексей Пименович — тракторист Еремеевской МТС (Одесская область) 11. Толмачёв, Владимир Михайлович — тракторист молочно-мясного совхоза № 32 (Азово-Черноморский край) 12. Истошин, Михаил Афанасьевич — тракторист Камбулатской МТС (Северо-Кавказский край) 13. Енокян, Григорий Мебреевич — тракторист Араратской МТС (Армянская ССР) 14. Кущ, Лаврентий Фирсович — тракторист Ленинградской МТС (Азово-Черноморский край) 15. Клейменов, Борис Николаевич — тракторист Змиевской МТС (Курская область) 16. Бодянчук, Пётр Федосеевич — тракторист Нестоитской МТС (Молдавская АССР) 17. Ченцов, Тимофей Михайлович — тракторист Соколовской МТС (Карагандинская область Казакской АССР) 18. Гонтарь, Иван Степанович — тракторист Ленинградской МТС (Азово-Черноморский край) 19. Умрихин, Иван Тимофеевич — тракторист Краснопартизанской МТС (Азово-Черноморский край) 20. Куприянов, Пётр Куприянович — тракторист Бельской МТС (Западная область) 21. Смолин, Борис Михайлович — тракторист Курганской МТС (Челябинская область) 22. Форофонтов, Василий Фёдорович — тракторист Заульбинской МТС (Восточно-Казакстанская область Казакской АССР) 23. Гусев, Василий Иванович — тракторист Столбищенской МТС (Татарская АССР) 24. Чудтук, Алты — тракторист Тедженской МТС (Туркменская ССР) 25. Куропатник, Степан Андреевич — тракторист Гурьевской МТС (Одесская область) 26. Мурашов, Егор Алексеевич — тракторист Курганской МТС (Челябинская область) 27. Куропятник, Кузьма Петрович — тракторист Ленинградской МТС (Азово-Черноморский край) 28. Архипов, Павел Иванович — тракторист Чувашинской МТС (Западно-Казакстанская область Казакской АССР) 29. Кульбинаев, Закар Капрелович — тракторист Мясниковской МТС (Азово-Черноморский край) 30. Мордвинов, Алексей Иванович — тракторист Кротовской МТС (Куйбышевский край) 31. Саитов, Абдлкарам Саитович — тракторист Дюртюллинской МТС (Башкирская АССР) 32. Григолашвили, Георгий Дианозович — тракторист Лагодехской МТС (Грузинская ССР) 33. Петин, Василий Иванович — тракторист Кротовской МТС (Куйбышевский край) 34. Клеймёнов, Козьма Ильич — тракторист Ново-Усманской МТС (Воронежская область) 35. Усов, Павел Алексеевич — тракторист Высоко-Горской МТС (Татарская АССР) 36. Курузян, Андроник Геворкович — тракторист Мясниковской МТС (Азово-Черноморский край) 37. Букреев, Григорий Андреевич — тракторист Атамановской МТС (Азово-Черноморский край) 38. Радченко, Яков Александрович — тракторист Угроедского совхоза (Харьковская область) 39. Исаенко, Николай Илларионович — тракторист Ковуновской МТС (Одесская область) 40. Крысенко, Фёдор Васильевич — тракторист Гурьевской МТС (Одесская область) 41. Громашев, Яков Кириллович — тракторист Фатежской МТС (Курская область) 42. Зубцова, Екатерина Васильевна — трактористка Жуковской МТС (Азово-Черноморский край) 43. Садреев, Кашаф Садреевич — тракторист Муралинской МТС (Татарская АССР) 44. Чиков, Василий Андреевич — тракторист 4-го конесовхоза (Московская область) 45. Лукьянц, Иван Антонович — тракторист Акжарского овцесовхоза имени Молотова (Оренбургская область) 46. Дружинин, Аким Иванович — тракторист Таловской МТС (Сталинградский край) 47. Коротя, Кузьма Иосифович — тракторист Ленинградской МТС (Азово-Черноморский край) 48. Костюченко, Мария Прохоровна — трактористка Семёновской МТС (Черниговская область) 49. Гадельшин, Рустям Ахмеджанович — тракторист Тукмаклинской МТС (Башкирская АССР) 50. Зилаев, Григорий Николаевич — тракторист Столбищенской МТС (Татарская АССР) 51. Чамара, Алексей Филиппович — тракторист Ленинградской МТС (Азово-Черноморский край) 52. Каширцев, Алексей Петрович — тракторист мясосовхоза им. 1-го Мая (Оренбургская область) 53. Ромашкина, Мария Николаевна — трактористка Чукалинской МТС (Татарская АССР) 54. Алимов, Закир Алимович — тракторист Чукалинской МТС (Татарская АССР) 55. Макеев, Алексей Васильевич — тракторист свиносовхоза им. Ленина (Московская область) 56. Метёлкин, Иван Иванович — тракторист Дубовской МТС (Воронежская область) 57. Гордиенко, Александр Романович — тракторист Ново-Григорьевской МТС (Днепропетровская область) 58. Холодов, Пётр Максимович — тракторист Михайловской МТС (Актюбинская область Казакской АССР) 59. Неменущий, Семён Данилович — тракторист Голодаевской МТС (Азово-Черноморский край) 60. Богомолов, Николай Петрович — тракторист Николевской МТС (Саратовский край) 61. Сафаров, Сафар — тракторист Гильской МТС (Азербайджанская ССР) 62. Луговенко, Арсений Антонович — тракторист Велико-Бугской МТС (Киевская область) 63. Кобелев, Константин Фёдорович — тракторист Шукавской МТС (Воронежская область) 64. Харчёв, Николай Нефёдович — тракторист Токаревской МТС (Воронежская область) 65. Адамчук, Агафья Яковлевна — трактористка Староконстантиновской МТС (Винницкая область) 66. Гнида, Иван Агеевич — тракторист Ахтырской МТС (Харьковская область) 67. Тишабаев, Джура — тракторист хлопкосовхоза «Вахш» (Таджикская ССР) 68. Харченко, Василий Фёдорович — тракторист Низовской МТС (Харьковская область) 69. Швайко, Евгения Алексеевна — трактористка Чернолесской МТС (Северо-Кавказский край) 70. Забой, Фёдор Андреевич — тракторист Каменской МТС (Киевская область) 71. Безвенюк, Ананий Саввич — тракторист Красноселовского совхоза (Винницкая область) 72. Сокол, Мирон Кириллович — тракторист Изяславской МТС (Винницкая область) |
| - Машинисты, намолотившие на своей молотилке свыше 1200 тонн зерна: |
| 1. Зарипов, Шакир Зарипович — машинист Чукалинской МТС (Татарская АССР) 2. Кириллов, Емельян Степанович — машинист Погроминской МТС (Оренбургская область) 3. Федоровский, Яков Николаевич — машинист Гамалеевской МТС (Оренбургская область) 4. Краснов, Пётр Егорович — машинист Таволжанской МТС (Куйбышевский край) 5. Шарафутдинов, Шайхи Шарафутдинович — машинист Буинской МТС (Татарская АССР) 6. Иващенко, Архип Тимофеевич — машинист Тамар-Уткульской МТС (Оренбургская область) 7. Кострыкин, Василий Куприянович — машинист Рохашкинской МТС (Оренбургская область) 8. Минеев, Иван Минович — машинист Бутурлинской МТС (Горьковский край) 9. Горин, Николай Иванович — машинист Комаровской МТС (Саратовский край) 10. Литвинов, Пётр Пахомович — машинист Соболевской МТС (Оренбургская область) 11. Масин, Иван Григорьевич — машинист Якуткинской МТС (Куйбышевский край) 12. Шайхатдаров, Шайми Шаймухаметович — машинист Топорнинской МТС (Башкирская АССР) 13. Филипенко, Иван Николаевич — машинист Аполлопской МТС (Северо-Кавказский край) 14. Целуйко, Николай Петрович — машинист Маяк-Салынской МТС (Крымская АССР) 15. Сапегов, Григорий Михаилович — машинист Вадской МТС (Горьковский край) 16. Стельников, Яков Фёдорович — машинист Матышевской МТС (Сталинградский край) 17. Ушкало, Денис Калистратович — машинист Поповской МТС (Днепропетровская область) 18. Заика, Григорий Иванович — машинист Карахобдинской МТС (Актюбинская область Казакской АССР) 19. Зимин, Гавриил Семёнович — машинист Вятско-Полянской МТС (Кировский край) 20. Денисов, Андрей Егорович — машинист Саринской МТС (Оренбургская область) 21. Бадин, Александр Никитич — машинист Кулевчинской МТС (Челябинская область) 22. Хасбиев, Магасум Хасбиевич — машинист Янаульской МТС (Башкирская АССР) 23. Грищенко, Трофим Гаврилович — машинист Образцовой МТС (Карагандинская область Казакской АССР) 24. Верета, Степан Мефодьевич — машинист Воронежской МТС (Челябинская область) 25. Дуденко, Кирилл Зиновьевич — машинист Первой Акимовской МТС (Днепропетровская область) 26. Тулубеев, Алексей Григорьевич — машинист колхоза «Страна Советов» (Питерский район Саратовского края) |
| - Колхозные бригадиры, председатели колхозов, управляющие отделениями и директоры совхозов, агрономы, получившие урожаи пшеницы, ржи, ячменя, овса, проса свыше 190 пудов с гектара, урожай кукурузы, риса свыше 260 пудов с гектара, или урожай свекловичных семян свыше 190 пудов с гектара: |
| 1. Коренной, Омелько Ананьевич — бригадир колхоза имени XV съезда ВКП(б) (Сахновщанский район Харьковской области) 2. Мирзоян, Сероп Минасович — председатель колхоза имени Берия (Басаргечарский район Армянской ССР) 3. Карапетян, Миран Карапетович — старший агроном Мартунинской МТС (Армянская ССР) 4. Олейников, Василий Гаврилович — бригадир колхоза «Красный Партизан» (Харабалинский район Сталинградского края) 5. Еккель, Август Фридрихович — председатель колхоза им. Кирова (Тельманский район Крымской АССР) 6. Кухарь, Иван Андреевич — старший агроном Диканьской МТС (Харьковская область) 7. Силко, Лукьян Аврамович — бригадир колхоза «Большевик» (Валегоцуловский район Молдавской АССР) 8. Джемилев, Абул Кадыр — бригадир колхоза имени Саметдинова (Ичкинский район Крымской АССР) 9. Егудин, Илья Абрамович — председатель колхоза имени Свердлова Мурманской МТС (Крымская АССР) 10. Карпенко, Роман Михайлович — бригадир колхоза «Червоний схiд» (Днепропетровская область) 11. Ломак, Иван Тихонович — бригадир колхоза «Шлях хлебороба» (Перещепинский район Днепропетровской области) 12. Ставицкий, Григорий Миронович — бригадир колхоза «Прогресс» (Куйбышевский район Днепропетровской области) 13. Кравченко, Дмитрий Прохорович — бригадир колхоза («Нове Життя» Градежский район Харьковской области) 14. Плющенко, Пётр Евменович — бригадир колхоза «Гигант» (Магдалиновский район Днепропетровской области) 15. Киров, Дмитрий Георгиевич — бригадир артели имени 1-го мая (Коларовский район Днепропетровской области) 16. Головко, Яков Антонович — бригадир колхоза имени Сталина (Артёмовский район Донецкой области) 17. Котов, Александр Григорьевич — участковый агроном Артёмовской МТС (Донецкая область) 18. Макогон, Алексей Кузьмич — председатель колхоза имени Сталина (Артёмовский район Донецкой области) 19. Злобарь, Сергей Васильевич — бригадир колхоза имени 8-го марта (Балтский район Молдавской АССР) 20. Гашаев, Риса Мурзабекович — бригадир колхоза им. Андреева (Нальчикский район Кабардино-Балкарской АО) 21. Чумак, Иван Васильевич — бригадир колхоза «Красный Октябрь» (Ананьевский район Молдавской АССР) 22. Черкез, Илья Христофорович — бригадир колхоза имени Коларова (Коларовский район Днепропетровской области) 23. Болотин, Айзик Борисович — бригадир колхоза им. Димитрова (Ичкинский район Крымской АССР) 24. Литвинов, Иван Акимович — председатель колхоза «Путь Ленина» (Сейтлерский район Крымской АССР) 25. Брызгалов, Михаил Васильевич — бригадир колхоза «Путь Ленина» (Константиновский район Донецкой области) 26. Крысин, Иван Петрович — бригадир колхоза «Красный Маяк» (Спасский район Московской области) 27. Коптелов, Василий Асафович — бригадир колхоза «Борьба за новый быт» (Костромский район Иваново-Промышленной области) 28. Загоруйко, Сергей Авраамович — бригадир колхоза им. Демченко (Ольшанский район Киевской области) 29. Ислямов, Амедис — бригадир колхоза им. Семёнова (Ичкинский район Крымской АССР) 30. Курсаков, Борис Иванович — председатель колхоза имени Фрунзе (Пугачёвский район Саратовского края) 31. Мещеряков, Пётр Ильич — бригадир колхоза имени Фрунзе (Пугачёвский район Саратовского края) 32. Абдулганеев, Апкани Апкаликович — бригадир колхоза «Арвий» (Балтачевский район Башкирской АССР) 33. Витков, Дмитрий Иванович — бригадир колхоза «1-е мая» (Коларовский район Днепропетровской области) 34. Горобец, Фёдор Яковлевич — председатель колхоза имели Сталина (Балтский район Молдавской АССР) 35. Яковенко, Михаил Алексеевич — бригадир колхоза «Заветы Ленина» (Прималкинский район Кабардино-Балкарская АО) 36. Дарькин, Иван Дмитриевич — бригадир колхоза «Страна Советов» (Шацкий район Московской области) 37. Бровко, Моисей Семёнович — управляющий отделением Днепропетровского зерносовхоза (Днепропетровская область) 38. Верхоланцев, Афанасий Дмитриевич — председатель колхоза имени Кабакова (Пермский район Свердловской области) 39. Бронза, Мария Владимировна — участковый агроном Раздорской МТС (Днепропетровская область) 40. Давлетшина, София Заганшиновна — агроном (Агрызский район Татарской АССР) 41. Костылев, Николай Павлович — бригадир колхоза «13 лет РККА» (Сапожковский район Московской области) 42. Лавренкова, Мария Петровна — бригадир колхоза «Красный маяк» (Спасский район Московской области) 43. Хмара, Никита Тимофеевич — бригадир колхоза им. Ворошилова (Магдалиновский район Днепропетровской области) 44. Савочкин, Кузьма Семёнович — бригадир колхоза «Путь, к социализму» (Новоузенский район Саратовского края) 45. Пеньков, Андрей Иванович — председатель колхоза имени Чапаева (Пугачёвский район Саратовского края) 46. Евдокименко, Павел Васильевич — бригадир колхоза «Новый путь» (Москаленский район Омской области) 47. Литовченко, Павел Фёдорович — бригадир колхоза имени 1-го мая (Красноградский район Харьковской области) 48. Быстров, Иван Никитович — бригадир колхоза «Охотник» (Земетченский район Воронежской области) 49. Смольянинов, Иван Иванович — председатель колхоза имени Ворошилова (Добринский район Воронежской области) 50. Мищенко, Арсений Давыдович — бригадир колхоза имени Калинина (Карловский район Харьковской области) 51. Кандауров, Иван Леонтьевич — бригадир колхоза «Колос» (Старо-Оскольский район Курской области) 52. Скоробогатько, Иосиф Захарович — председатель колхоза «Победа» (Верхнехавский район Воронежской области) 53. Остряков, Леоний Давыдович — бригадир колхоза «Красные Тойси» (Больше-Батыревский район Горьковского края) 54. Ахметов, Имен — председатель колхоза «Каратал» Бейнеткорский район (Карагандинская область Казакской АССР) 55. Требунский, Алексей Кириллович — управляющий отделением свеклосовхоза им. Мануильского (Винницкая область) 56. Пирагов, Моисей Иванович — бригадир колхоза «3-й Интернационал» (Сейтлерский район Крымской АССР) 57. Конопелько, Арефий Фёдорович — бригадир колхоза «Перемога» (Андреевский район Днепропетровской области) 58. Доброскок, Лука Константинович — бригадир Фундуклеевского свеклосовхоза (Киевская область) 59. Кульбач, Дмитрий Иосифович — участковый агроном Просянской МТС (Днепропетровская область) 60. Пурик, Иван Макарович — председатель колхоза «12 лет Октября» (Синельниковский район Днепропетровской области) 61. Устинов, Василий Александрович — агроном отделения совхоза «Лесной» (Омская область) 62. Сельков, Михаил Алексеевич — агроном отделения совхоза «Боевой» (Омская область) 63. Шевченко, Степан Денисович — бригадир колхоза «Гигант» (Елизаветградковский район Одесской области) 64. Сосков, Марк Макарович — бригадир колхоза имени Ворошилова (Мелитопольский район Днепропетровской области) 65. Степанок, Даниил Тимофеевич — бригадир колхоза «Памяти Ленина» (Первомайский район Одесской области) 66. Мановицкий, Гавриил Фёдорович — бригадир колхоза «Червоне озеро» (Днепропетровская область) 67. Садырбеков, Куленбек — колхозник колхоза «Талон» (Джеты-Огузовский район Киргизская АССР) 68. Бреславец, Мусий Андреевич — бригадир колхоза «Чонгарец» (Синельниковский район Днепропетровской области) 69. Зенгер, Иван Мартынович — бригадир колхоза им. Кирова (Молочанский район Днепропетровской области) 70. Клименкова, Анна Ивановна — бригадир колхоза «1-е мая» (Мостовский район Донецкой области) 71. Друзь, Демид Давыдович — бригадир колхоза им. Постышева (Комаровский район Черниговской области) 72. Андреев, Николай Михайлович — бригадир колхоза имени Калинина (Кунцевский район Московской области) 73. Тихонов, Василий Иванович — бригадир колхоза имени Шевченко (Вознесенский район Одесской области) 74. Трофименко, Михаил Михайлович — бригадир колхоза «Заветы Ильича» (Кагановический район Азово-Черноморского края) 75. Колчак, Кирилл Харитонович — бригадир колхоза «Молдов, Рошк» (Валегоцуловский район Молдавской АССР) 76. Царяпин, Георгий Михайлович — бригадир колхоза «Завет Ленива» (Прималкинский район Кабардино-Балкарской АО) 77. Султанов, Газиз Ситдикович — управляющий отделением Зилаирского зерносовхоза (Башкирская АССР) 78. Кононенко, Алексей Иванович — бригадир колхоза им. Сталина (Гиагинский район Азово-Черноморского края) 79. Кирилюк, Иван Тимофеевич — бригадир колхоза «Червона Нива» (Проскуронский район Винницкой области) 80. Купин, Иван Макарович — бригадир колхоза им. 8-го марта (Ольховатский район Харьковской области) 81. Дынников, Афанасий Никифорович — председатель колхоза имени 8-го марта (Ольховатский район Харьковской области) 82. Юрко, Дмитрий Денисович — бригадир колхоза им. Сталина (Карловский район Харьковской области) 83. Петухов, Кирилл Владимирович — председатель колхоза «Робитник» (Изюмский район Харьковской области) 84. Иванов, Павел Иванович — бригадир колхоза «Клим Ворошилов» (Ржевский район Калининской области) 85. Кун, Иван Владимирович — председатель колхоза «Роте Фане» (Синельниковский район Днепропетровской области) 86. Мамбетов, Амза — председатель колхоза им. Исаева (Вейпеткорский район Карагандинской области Казакской АССР) 87. Иванов, Григорий Касьянович — бригадир колхоза имени Шевченко (Убаганский район Актюбинской области Казакской АССР) 88. Попов, Павел Яковлевич — председатель колхоза имени Сталина (Ахтырский район Харьковской области) 89. Челоусов, Иван Фадеевич — председатель колхоза «Завет Ильича» (Сейтлерский район Крымской АССР) 90. Боцуляк, Игнат Афанасьевич — бригадир колхоза «Роза Люксембург» (Песчанский район Молдавской АССР) 91. Будагян, Забел Седраковна — бригадир колхоза «Арпгалуйс» (Вагаршапатовский район Армянской ССР) 92. Червяк, Иван Никонорович — бригадир колхоза имени Будённого (Сумский район Харьковской области) 93. Алексин, Карло Лукич — бригадир колхоза «Коммунист» (Больше-Писаревский район Харьковской области) 94. Бондарь, Григорий Романович — бригадир колхоза имени «Трех коммунаров» (Золочевский район Харьковской области) 95. Бабанский, Дмитрий Лукич — председатель колхоза «Новая жизнь» (Полтавский район Харьковской области) 96. Смирнов, Василий Фёдорович — председатель колхоза «Большевистские темпы» (Ржевский район Калининской области) 97. Сачава, Михаил Фёдорович — бригадир колхоза имени Ильича (Перещепинский район Днепропетровской области) 98. Сериков, Никанор Иванович — председатель колхоза «Весёлая жизнь» (Шебекинский район Курской области) 99. Уварова, Елена Осиповна — председатель колхоза «Спартак» (Шебекинский район Курской области) 100. Буштец, Григорий Дмитриевич — полевод колхоза имени Блюхера (Кадиевский район Донецкой области) 101. Бадритдинов, Имамгали Бадритдинович — бригадир колхоза «Красный Чуганак» (Краснокамский район Башкирской АССР) 102. Шаповалов, Григорий Ефимович — бригадир колхоза «Победа» (Верхнехавский район Воронежской области) 103. Попов, Григорий Александрович — председатель колхоза им. 14-й годовщины Октября (Пермский район Свердловской области) 104. Исаченко, Мария Владимировна — бригадир колхоза «Революционный путь» (Репнинский район Черниговской области) 105. Сынбулатов, Хапретдин Мустафович — председатель колхоза «Игенче» (Хайбуллинский район Башкирской АССР) 106. Сергеев, Пётр Фёдорович — председатель колхоза «Новый быт» (Батецкий район Ленинградской области) 107. Киров, Степан Петрович — бригадир колхоза «1-е Мая» (Коларовский район Днепропетровской области) 108. Курило, Аврам Васильевич — бригадир колхоза «Червонный колос» (Андреевский район Днепропетровской области) 109. Хижняк, Корней Евсеевич — председатель колхоза имени Кирова (Запорожский район Днепропетровской области) 110. Манько, Иван Дмитриевич — агроном Красно-Окнянской МТС (Молдавская АССР) 111. Помазан, Антон Харитонович — бригадир колхоза имени Шевченко (Васильковский район Днепропетровской области) 112. Утехин, Андрей Георгиевич — старший агроном Куйбышевской МТС (Куйбышевский край) 113. Шалар, Вера Лукьяновна — звеньевая колхоза им. Косиора (Ананьевский район Молдавской АССР) 114. Черепанов, Роман Петрович — председатель колхоза «Сосенка» (Куйбышевский район Куйбышевского края) 115. Гребенюк, Логвин Сидорович — бригадир Фундуклеевского свеклосовхоза (Киевская область) 116. Спивак, Михаил Маркович — бригадир колхоза «Завет Ленина» (Прималкинский район Кабардино-Балкарской АО) 117. Гасюк, Николай Яковлевич — управляющий отделением Ульяновского свеклосовхоза (Одесская область) 118. Бычкалов, Евлампий Михайлович — бригадир колхоза «Ивко» (Краснодарский район Азово-Черноморского края) 119. Абдуллин, Хусаин Хасанович — районный агроном (Хайбуллинский район Башкирской АССР) 120. Вакилов, Миниахмет Вакилович — бригадир колхоза «Кзыл-Юл» (Чишминский район Башкирской АССР) 121. Каров, Мусса Матович — бригадир колхоза «Большевик» (Баксанский район Кабардино-Балкарской АО) 122. Князханов, Закия Гареевич — бригадир колхоза им. Калинина (Илишевский район Башкирской АССР) 123. Шиян, Сергей Тимофеевич — бригадир колхоза «Червона Луганщина» (Ровенецкий район Донецкой области) 124. Белаш, Илья Андреевич — бригадир колхоза «Большевик» (Петропавловский район Днепропетровской области) 125. Уначев, Малиль Карбатирович — бригадир колхоза «Большевик» (Баксанский район Кабардино-Балкарской АО) 126. Редькин, Егор Васильевич — бригадир колхоза «Штурм» (Титовский район Западно-Сибирского края) 127. Луценко, Фёдор Григорьевич — старший агроном Красноградской МТС (Харьковская область) 128. Шайрисланов, Хани Шайрисланович — бригадир колхоза «Прожектор» (Уфимский район Башкирской АССР) 129. Щербак, Платон Тимофеевич — председатель колхоза «Искра» (Изюмский район Харьковской области) 130. Пугач, Антон Борисович — бригадир совхоза «Решающий» (Харьковская область) 131. Булатов, Дмитрий Васильевич — старший агроном Краснохолмской МТС (Калининская область) 132. Омельченко, Алексей Павлович — бригадир колхоза им. Петровского (Петропавловский район Днепропетровской области) 133. Высокобылко, Степан Евдокимович — бригадир колхоза «Политотделец» (Аполлонский район Северо-Кавказского края). 134. Шаврин, Евгений Петрович — председатель колхоза им. Будённого (Петуховский район Челябинской области) 135. Берлизов, Пётр Александрович — бригадир колхоза «Красный Партизан» (Верхне-Уральский район Челябинской области) 136. Сычёв, Николай Конович — бригадир колхоза «Красный боец» (Чесменский район Челябинской области) 137. Малюк, Сергей Захарович — председатель колхоза им. Молотова (Кореновский район Азово-Черноморского края) 138. Артёмов, Максим Тихонович — председатель колхоза «Путь Ленина» (Тимошёвский район Азово-Черноморского края) 139. Макаренко, Григорий Петрович — бригадир колхоза им. Будённого (Скосырский район Азово-Черноморского края) 140. Попроцкая, Наталия Ивановна — агроном-семеновод Сосыкского семеноводческого совхоза (Азово-Черноморский край) 141. Сумченко, Егор Семёнович — председатель колхоза «Красный трудовик» (Ракитянский район Курской области) 142. Запорожец, Ефрем Иванович — бригадир колхоза «Вперёд к науке» (Голованевский район Одесской области) 143. Уродливый, Федосий Иванович — бригадир колхоза имени Ильича (Перещепинский район Днепропетровской области) 144. Шаповалов, Евдоким Ларионович — председатель колхоза «Новый мир» (Славянский район Азово-Черноморского края) 145. Кириченко, Филипп Дмитриевич — бригадир Батрацкого свеклосовхоза (Курская область) 146. Усеинов, Анпаз Усеинович — бригадир колхоза им. Тархана (Сейтлерский район Крымской АССР) 147. Калантаевский, Фёдор Романович — бригадир свеклосовхоза им. Артёма (Харьковская область) 148. Фрей, Гуго Данилович — бригадир колхоза «Макс Гельц» (Молочанский район Днепропетровской области) 149. Довгий, Василий Канонович — бригадир Фундуклеевского свеклосовхоза (Киевская область) 150. Михайлов, Василий Александрович — бригадир свеклосовхоза им. Воровского (Винницкая область) 151. Денисов, Сергей Николаевич — бригадир колхоза им. Калинина (Плавский район Московской области) 152. Семиданов, Константин Фёдорович — старший агроном Семидовской МТС (Донецкая область) 153. Фирсов, Яков Михайлович — директор Зилаирского зерносовхоза (Башкирская АССР) 154. Рыжков, Григорий Ильич — бригадир колхоза «За пятилетку» (Петровский район Северо-Кавказского края). 155. Зелёный, Алексей Иванович — председатель колхоза «16 лет Октября» (Ичкинский район Крымской АССР) 156. Рыженко, Семён Порфирьевич — бригадир колхоза им. Энгельса (Ичкинский район Крымской АССР) 157. Решетняк, Тимофей Ильич — бригадир колхоза «Червонное поле» (Славянский район Донецкой области) 158. Игнатьев, Григорий Игнатьевич — председатель колхоза «Красное Селище» (Горно-Марийский район Горьковского края) 159. Куев, Бата Асхадович — председатель колхоза «Заря социализма» (Нагорный район Кабардино-Балкарской АО) 160. Мусафиров, Пётр Фёдорович — бригадир колхоза «Октябрь» (Андреевский район Днепропетровской области) 161. Ткаченко, Григорий Федотович — бригадир колхоза «Искра» (Красноармейский район Днепропетровской области) 162. Артёменко, Виктор Трофимович — старший агроном Грушковской МТС им. Кагановича (Одесская область) 163. Ветков, Алексей Александрович — бригадир Красноярушского свеклосовхоза (Курская область) 164. Шкурин, Ефим Иванович — бригадир колхоза имени Сталина (Георгиевский район Северо-Кавказского края). 165. Тундий, Федосей Кириллович — бригадир Томского свеклосовхоза (Грушевский район Одесской области) 166. Савенко, Алексей Александрович — бригадир Денговского свеклосовхоза (Киевская область) 167. Коваль, Николай Григорьевич — агроном Котовской МТС (Молдавская АССР) 168. Браун, Адам Петрович — председатель колхоза имени Войкова (Ванновский район Азово-Черноморского края) 169. Гусак, Яков Алексеевич — бригадир колхоза имени Коминтерна (Пластуновский район Азово-Черноморского края) 170. Сабиров, Хашан — полевод колхоза «КИМ» (Кзыл-Ордынский район Казакской АССР) 171. Карабалаев, Дузелбай — председатель колхоза «Караул-Тюбе» (Кзыл-Ордынский район Казакской АССР) 172. Еримбетов, Ильяс — бригадир колхоза «Кооператор» (Кзыл-Ордынский район Казакской АССР) 173. Блянихов, Темиркан Хакяшевич — председатель колхоза им. Андреева (Нальчикский район Кабардино-Балкарская АО) 174. Гонуноков, Хажисмель Умарович — бригадир колхоза «Псыгансу» (Урванский район Кабардино-Балкарская АО) 175. Вамаз, Чисанз — председатель колхоза им. Фрунзе (Кантовский район Киргизской АССР) 176. Фунлоэр, Суваз — бригадир колхоза им. Фрунзе (Кантовский район Киргизской АССР) 177. Гусев, Николай Павлович — старший агроном Краснореченской МТС (Киргизская АССР) 178. Вудуларо, Неноза — колхозницу колхоза им. Фрунзе (Кантовский район Киргизской АССР) 179. Мефчин, Юбуз — старший водный надсмотрщик колхоза имени Фрунзе (Кантовский район Киргизской АССР) 180. Величко, Авраам Терентьевич — председатель колхоза им. Блинова Кавдивизии (Майкопский район Азово-Черноморского края) 181. Кармоков, Дуклан Камбачукович — бригадир колхоза им. Кирова (Баксанский район Кабардино-Балкарской АО) 182. Белик, Дорофей Александрович — бригадир колхоза «Вильна Правд» (Красноградский район Харьковской области) 183. Скрыпник, Василий Трофимович — бригадир колхоза им. Розы Люксембург (Пятихатский район Днепропетровской области) 184. Сулиманов, Доку Сулеманович — бригадир колхоза «Северный Кавказ» (Шалинский район Чечено-Ингушской АО) 185. Ким Хон Бин — председатель колхоза «Авангард» (Вяземский район Дальневосточного края) 186. Сельгеева, Марфа Никитовна — колхозница колхоза им. «XVII партконференции» (Хабезский район Черкесской АО) 187. Бусыгин, Фёдор Иванович — председатель колхоза им. Малнова (Черноерковский район Азово-Черноморского края) 188. Мисостишхова, Биля Шухибовна — звеньевая колхоза «Псыгансу» (Урванский район Кабардино-Балкарской АО) 189. Федченко, Дарья Никитовна — бригадир колхоза им. Сталина (Гайворонский район Одесской области) 190. Бергер, Александр Исаакович — председатель колхоза «Власть, советов» (Курганинский район Азово-Черноморского края) 191. Гукежева, Хана Андулаховна — звеньевая колхоза им. Ворошилова (Урванский район Кабардино-Балкарской АО) 192. Кушхов, Джафар Шабанович — председатель колхоза им. «13-й годовщины Октября» (Нагорный район Кабардино-Балкарской АО) 193. Куашев, Мухтарь Масхудович — бригадир колхоза имени Ворошилова (Урванский район Кабардино-Балкарской АО) 194. Чурсин, Михаил Иванович — бригадир Колхоза «Ленинцы» (Прималкинский район Кабардино-Балкарской АО) 195. Темиржанов, Гута Магометович — председатель колхоза им. Андреева (Урванский район Кабардино-Балкарской АО) 196. Пронькина, Анна Николаевна — звеньевая колхоза им. Сталина (Нагорный район Кабардино-Балкарской АО) 197. Дробязгина, Евдокия Ивановна — звеньевая совхоза «Красные Поляны» (Курская область) 198. Овчаренкова, Варвара Ильинична — звеньевая свеклосовхоза им. Микояна (Курская область) 199. Чулкова, Прасковья Ивановна — звеньевая Льговской селекционной станции Наркомпищепрома (Курская область) 200. Скопровская, Анна Романовна — звеньевая Ободовского совхоза Винницкого свеклотреста 201. Крохмалёва, Надежда Павловна — звеньевая Томского совхоза Курского свеклотреста 202. Терещенко, Мария Трофимовна — звеньевая Томского совхоза Курского свеклотреста 203. Самойлов, Владимир Васильевич — директор совхоза «Кубань» |
| - Выдающиеся сельскохозяйственные ученые, давшие колхозам и совхозам новые высокоурожайные устойчивые сорта сельскохозяйственных растений и двинувшие вперёд агрономическую науку: |
| 1. Лысенко, Трофим Денисович — научный руководитель Одесского генетико-селекционного научно-исследовательского института 2. Мейстер, Георгий Карлович — директор Саратовской селекционной станции 3. Эйхвельд, Ион Гансович — научный руководитель Кировской полярной опытной сельскохозяйственной станции. 4. Цицин, Николай Васильевич — учёный специалист Сибирского научно-исследовательского института зернового хозяйства. |